# Historia de Colombia

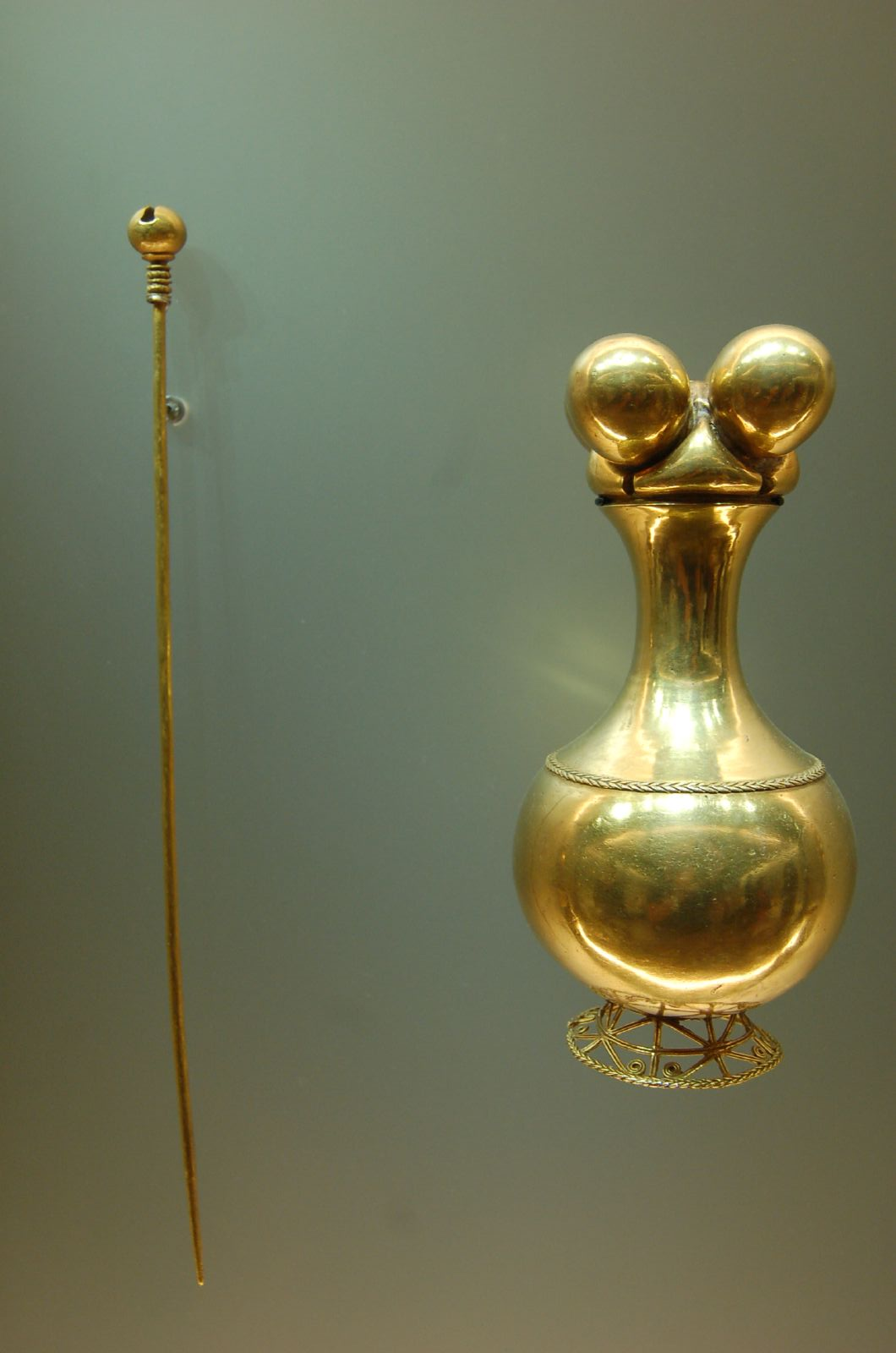
Poporo de la cultura quimbaya exhibida en el Museo del Oro de Bogotá.

La historia de Colombia hace referencia a los procesos que han marcado el devenir histórico de la actual República de Colombia, un país americano ubicado al noroccidente de América del Sur, con una superficie de 2 070 408 km² (1 141 748 km² corresponden a su territorio continental y los restantes 928 660 km² a su extensión marítima) y una población de 50 372 424.
Las primeras expediciones de los conquistadores españoles en el territorio se llevaron a cabo en el litoral Atlántico en 1499, aunque el proceso de colonización se inició solamente en 1509. Así entró en la región un nuevo factor que alteró el anterior panorama que se había venido desarrollando entre los pueblos indígenas. Con la llegada de los europeos al territorio de los Muiscas se inició el proceso de conquista.
El siglo XIX en Colombia fue una época de grandes cambios: se pasó de ser una dependencia del Imperio español en sus inicios, a las guerras de independencia y a los experimentos políticos para dar forma a una nación independiente. Tras el levantamiento del Común en 1781 y de varios episodios que tuvieron como eje la Expedición Botánica iniciada en 1783 y, la publicación de la Declaración de los derechos del hombre y del ciudadano hecha por Antonio Nariño en 1793, el movimiento independentista se manifestó concretamente el 20 de julio de 1810, cuando los habitantes de Santafé depusieron al virrey y liquidaron la Real Audiencia, símbolos del poder español.
Durante el resto del siglo el crecimiento poblacional fue relativamente lento, lo que incidió en el desarrollo económico del país. El primer siglo republicano fue turbulento con la tensión entre una concepción federalista del Estado (de una forma similar a la adoptada por Estados Unidos) y una concepción centralista (similar a la de Francia), lo que condujo al país a varias guerras y dio principio al bipartidismo conservador-liberal. La Constitución de 1886 liderada por el presidente Rafael Núñez puso fin a más de veinte años de gobiernos liberales y creó un estado centralista, conservador y católico.
La Guerra de los Mil Días entre 1899 y 1902, debilitó al Estado y frenó el desarrollo económico, llevando a la separación de Panamá de Colombia  tras la intervención diplomática y militar de Estados Unidos. En 1948, el magnicidio del caudillo liberal Jorge Eliécer Gaitán, recrudeció el conflicto latente desde 1925 conocido como La Violencia que se manifestó especialmente en zonas rurales enfrentando a los militantes de los dos partidos tradicionales. El Frente Nacional, un pacto entre ambos partidos, reconcilió a los jefes, pero dejó por fuera a muchos sectores, los cuales serían el germen de las guerrillas como las comunistas de las Fuerzas Armadas Revolucionarias de Colombia - Ejército del Pueblo (FARC-EP), el Ejército de Liberación Nacional (ELN) y el Ejército Popular de Liberación (EPL). posteriormente aparecieron una guerrilla nacionalista el Movimiento 19 de abril (M-19). El fortalecimiento de las mafias de la droga a partir de la década de 1970 afectó profundamente a la sociedad colombiana incluyendo a la clase dirigente. Sin embargo, presiones internacionales, especialmente por parte de los Estados Unidos y la labor de ciertos políticos, periodistas, jueces y autoridades que se opusieron ante el avance de las mafias, causaron una guerra contra el estado desde mediados de la década de 1980. También se presenta la guerra sucia contra la izquierda y el genocidio de la Unión Patriótica.  En estos años se crearon los grupos paramilitares, primero como grupos regionales como Muerte a Secuestradores (MAS).
En 1990 se inició un proceso al que llamó "apertura económica" que hizo que Colombia pasara de una economía proteccionista a una globalizada. Ese mismo año se eligió la Asamblea Constituyente en la cual se firmó una nueva Carta Política. Luego vinieron los diálogos de paz entre el gobierno de Andrés Pastrana y las FARC-EP (1998-2002), se recrudece el conflicto armado con el accionar de las guerrillas, la Fuerza Pública, (Fuerzas Militares y Policía Nacional) el paramilitarismo , las Cooperativas de Seguridad (Convivir) y en 1997 aparecen las Autodefensas Unidas de Colombia (AUC), que se desmovilizaron entre 2003 y 2006 y el Plan Colombia, con ayuda de Estados Unidos. Entre 2002 y 2010 se presenta el gobierno de Álvaro Uribe Vélez con un recrudecimiento del conflicto, con la Política de Seguridad Democrática, el Plan Patriota y los falsos positivos. Entre 2012 y 2016 se realizan el Acuerdo de paz entre el gobierno colombiano y las FARC-EP, que se desmovilizan y en la actualidad el conflicto sigue presente con el ELN, los Grupos Armados Organizados como el Clan del Golfo y las Disidencias de las FARC-EP, continuando la minería ilegal, narcotráfico, las masacres y asesinato de líderes sociales y excombatientes.

## Época precolombina

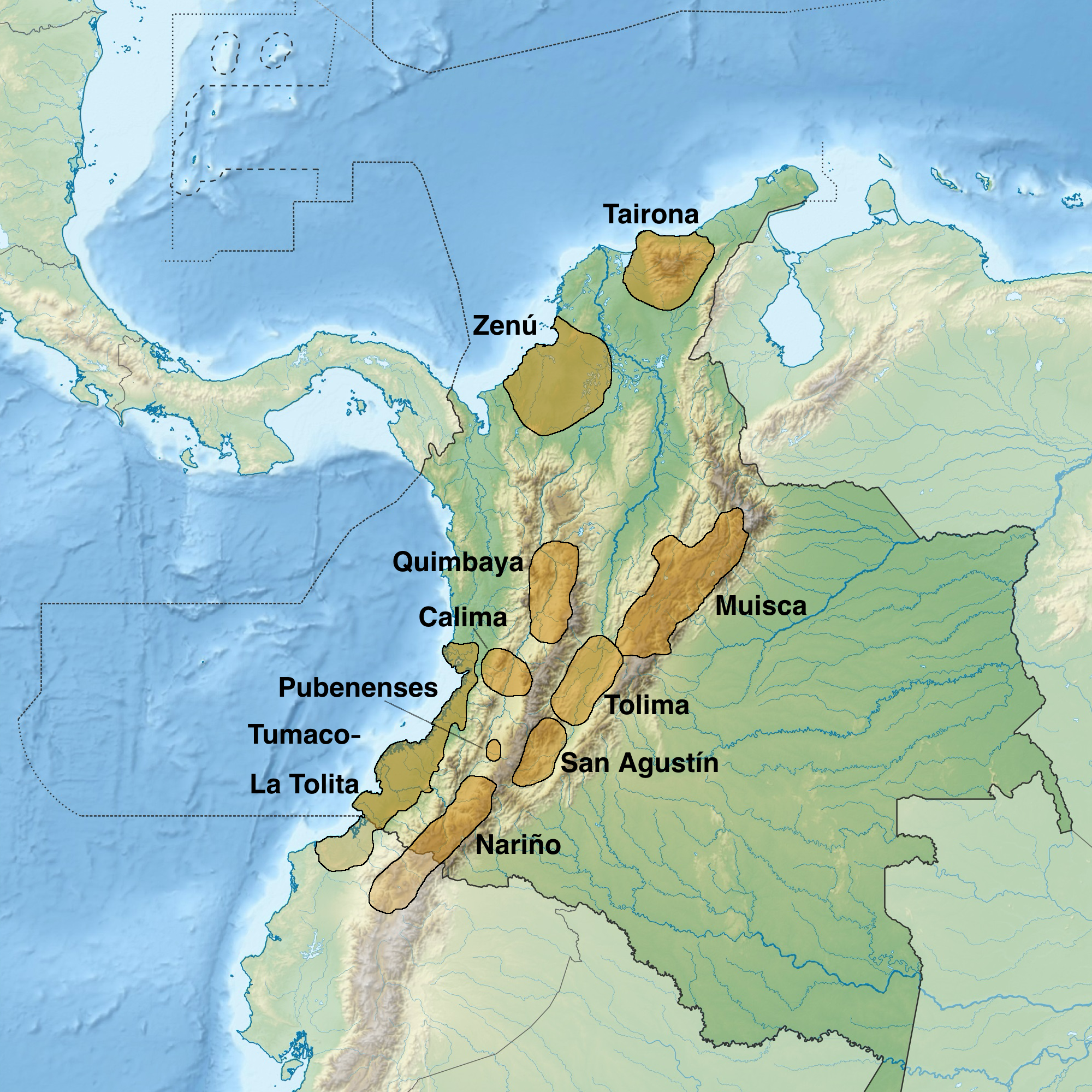
Ubicación de las culturas precolombinas de Colombia

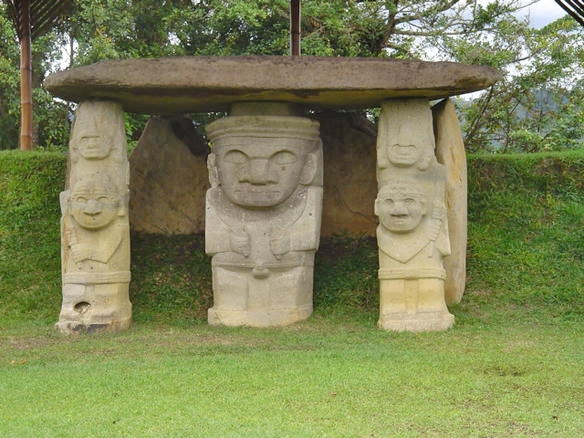
Estatuas en un monumento sepulcral. La Cultura San Agustín tuvo dos períodos de desarrollo entre los Siglos y.

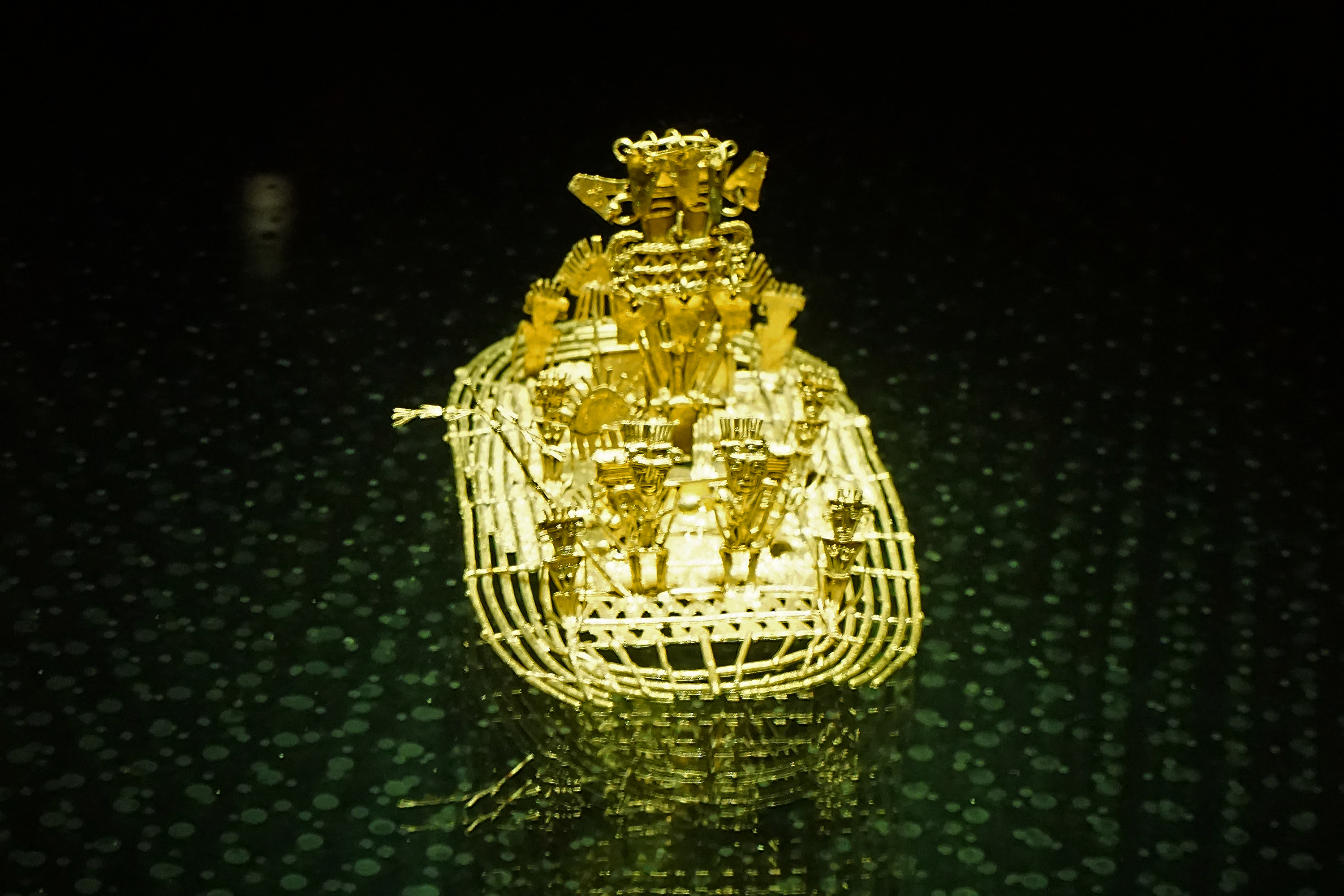
La Balsa muisca cuya creación ha sido estimada entre los años 600 y 1600 d. C.

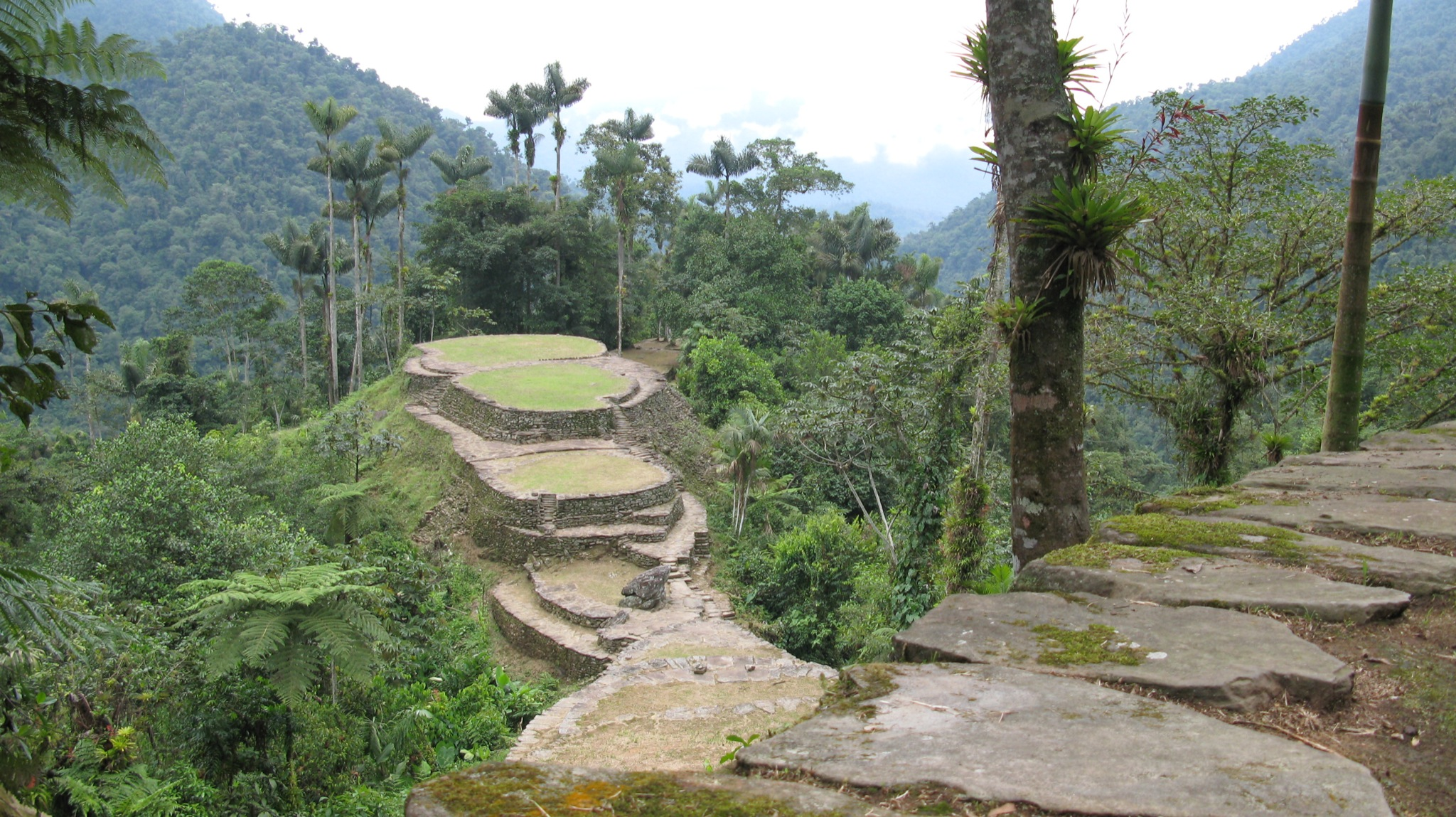
Ciudad Perdida construida hacia el 700 en la Sierra Nevada de Santa Marta. Hacia 1600 la ciudad quedó abandonada cayendo en el olvido.

La teoría más aceptada expone que, siguiendo a los grandes animales a través del Istmo de Panamá, llegaron los primeros pobladores a América del Sur. Sin embargo, el descubrimiento de sitios arqueológicos en Suramérica tan antiguos como los de Mesoamérica (por ejemplo el yacimiento de Pedra Furada en Brasil que data de hace al menos 20 000 años), arroja sombras sobre esta primera teoría. En el mismo sentido, los hallazgos arqueológicos más antiguos de Colombia han sido encontrados en los abrigos rocosos de Chiribiquete, donde fueron datadas pictografías rupestres de hasta 19 510 años AP. De igual forma, los yacimientos humanos de El Abra datan de hace 11 000 años, es decir, una comunidad humana contemporánea de la Cultura Clovis en Nuevo México.
Es así que el Paleoamericano constituye el periodo más antiguo de la arqueología en Colombia, el cual se refiere a grupos de cazadores-recolectores que poblaron el territorio por primera vez en épocas anteriores al 12 500 antes del presente (AP), siendo conformados por nómadas con una orientación cinegética. Esta etapa abarca hasta el 10 000 AP aproximadamente, coincidiendo con el inicio del Holoceno. En el siguiente periodo conocido como Arcaico, se produjeron cambios climáticos que alteraron el medio ambiente, afectando las condiciones de la vida humana. Así mismo, los cambios que se produjeron entre el 10 000 y el 7000 AP permitieron un crecimiento poblacional, a la par con una expansión territorial y varios ajustes adaptativos como las primeras evidencias de cultivo de plantas y la diversificación de la dieta.
Partiendo de los montículos, conchales, materiales líticos, basureros y demás hallazgos, se cree que en la Costa Caribe de Colombia, y especialmente en la región del Canal del Dique, al iniciarse la Etapa Formativa antes del 4000 a. C., ya existían algunos asentamientos comunales semisedentarios, que subdivididos en grupos de varias familias, habitaban las inmensas casas, denominadas malocas y combinaban sus habituales actividades de caza y recolección con las primeras formas de agricultura en pequeña y gran escala. Es probable que simultáneamente hayan existido campamentos semipermanentes a lo largo del litoral, para alojar a otros grupos humanos que se dedicaban a la pesca y a la recolección de moluscos.
Por otra parte, en Puerto Hormiga (Bolívar) se han hallado vestigios del período arcaico, que incluyen los restos cerámicos más antiguos que se han encontrado en América y datan del siglo XXX a. C., época en la cual comienza el cultivo de maíz en el altiplano cundiboyacense, resultando tan provechoso que se convirtió en un componente esencial de la dieta de los pobladores. Los primeros cultivos de yuca, parecen haberse efectuado en la región de la costa atlántica.
Durante la fase Media del formativo o período clásico, la agricultura más tecnificada y desarrollada impuso el sedentarismo ante la necesidad de atender las plantas y así se conformaron las primeras aldeas de las cuales surgieron los cacicazgos, principal característica de la vida política y administrativa de las primeras comunidades humanas colombianas. Luego en la fase Superior o período posclásico iniciado hacia el 900, se desarrolló la irrigación de cultivos y la industria textil. Esta fase fue la previa a la colonización española del territorio.
Durante siglos prosperaron y desaparecieron numerosos pueblos dejando una gran diversidad lingüística. Es así que para el siglo XVI las tres grandes y dominantes familias lingüísticas en el territorio de la actual Colombia eran los arawak, caribes y chibchas. Además a lo largo del período formativo se desarrolló una extensa red de caminos que sirvieron para el intercambio comercial, red que además se articulaba con la navegación.
Entre otros vestigios de culturas que vivieron durante el período formativo, se destacan los de las culturas San Agustín, Tierradentro, Tumaco, Herrera, Calima, Capulí y Quimbaya.
Además, la porción suroccidental del país (Altiplano nariñense) fue ocupada durante algunas décadas por el Imperio incaico, pudiéndose encontrar actualmente los vestigios de la red vial del Tahuantinsuyo. Durante los años 1200, los malayo-polinesios y los nativos americanos en Colombia hicieron contacto, extendiendo así la genética de los nativos americanos desde la Colombia precolombina a algunas islas del Océano Pacífico.

## Época colonial

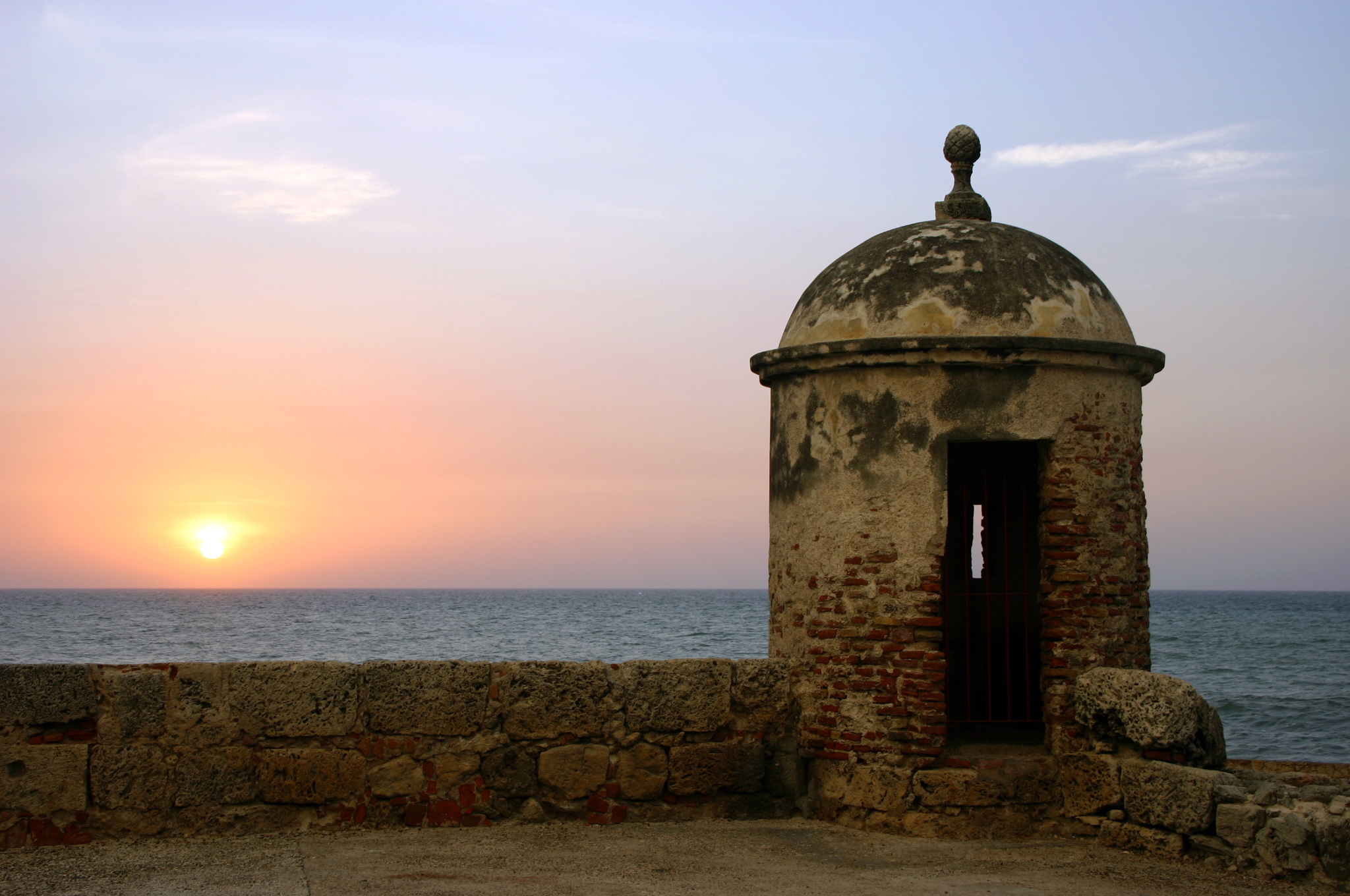
Alcázar en la Muralla de Cartagena de Indias, una de las estructuras militares europeas más importantes del en América, construidas para defender los asentamientos españoles de los ataques de los corsarios ingleses.

### La conquista
Cuando llegaron los conquistadores españoles encontraron una población dispersa, en la que la diversidad cultural y la posición geográfica se convirtieron en desventaja para los nativos. En 1499 el navegante español Alonso de Ojeda llegó a las costas del norte de Colombia (Cabo de la Vela) acompañado de Américo Vespucio, y en 1501 Rodrigo de Bastidas recorrió la costa entre La Guajira y Cartagena de Indias y descubrió la desembocadura del río Magdalena. Sin embargo solo en 1509 Alonso de Ojeda fundó San Sebastián de Urabá, la primera población española en Tierra Firme, pero meses después se decidió abandonarla siendo trasladada su población a un sitio en el golfo de Urabá bajo el nombre de Santa María la Antigua del Darién, que fue capital de la primera gobernación española en la zona Castilla de Oro.
El actual territorio de Colombia como parte de Las Indias no fue considerado como colonia por la administración española sino como reino (o parte de reinos) gobernado directamente por el monarca ya que la Corona era la dueña sobre las tierras y mares que se descubrieren y conquistaron de acuerdo a las Capitulaciones. En ese contexto, Isabel I de Castilla dictó en 1500 un decreto que prohibió la esclavitud de los nativos. Luego las Leyes de Burgos 1512 establecieron la Encomienda para incorporar a los nativos a la civilización europea y evitar la extinción de la población. No obstante, los encomenderos no acataron los mandatos reales y por ello los funcionarios reales solicitaron la abolición de la Encomienda. Después se estableció la Mita que obligó al natural a trabajar tanto para el gobernador como para el funcionario siendo aún más exigente para los indígenas pobres y no emparentados.

### Nuevo Reino de Granada
El explorador Gonzalo Jiménez de Quesada conquistó una vasta área en la región derrotando a las diferentes culturas Chibchas, fundando la ciudad de Santa Fe y nombrando la región Nuevo Reino de Granada. En 1548 se crea la Real Audiencia de Santafé de Bogotá, que pertenecía administrativamente al Virreinato del Perú. La Real Audiencia era un cuerpo que combinaba la autoridad ejecutiva y judicial hasta que se estableció una presidencia o gobernación en 1564 asumiendo poderes ejecutivos. Hasta 1550 el territorio de Colombia estaba formado por las gobernaciones de Santa Marta y Cartagena, las cuales estaban sujetas a la Real Audiencia de Santo Domingo, y la de Popayán que estaba sujeta al virreinato del Perú. La jurisdicción de la Real Audiencia de Santafé de Bogotá incluyó estas gobernaciones desde 1550 y se fue extendiendo con el tiempo sobre las provincias circundantes que se iban constituyendo alrededor del territorio correspondiente a la Nueva Granada.

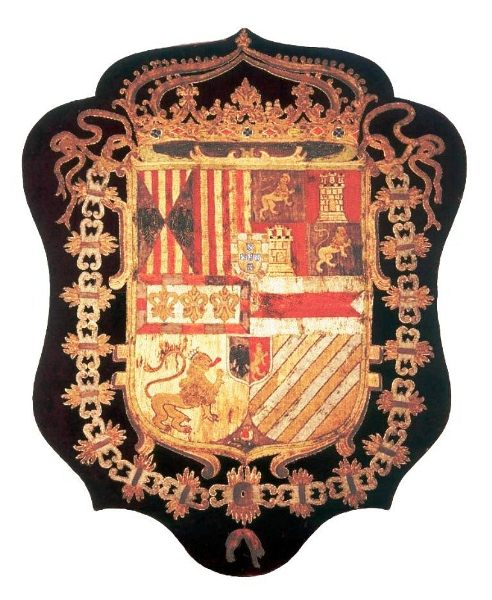
Escudo de armas de la Real Audiencia de Santa Fe

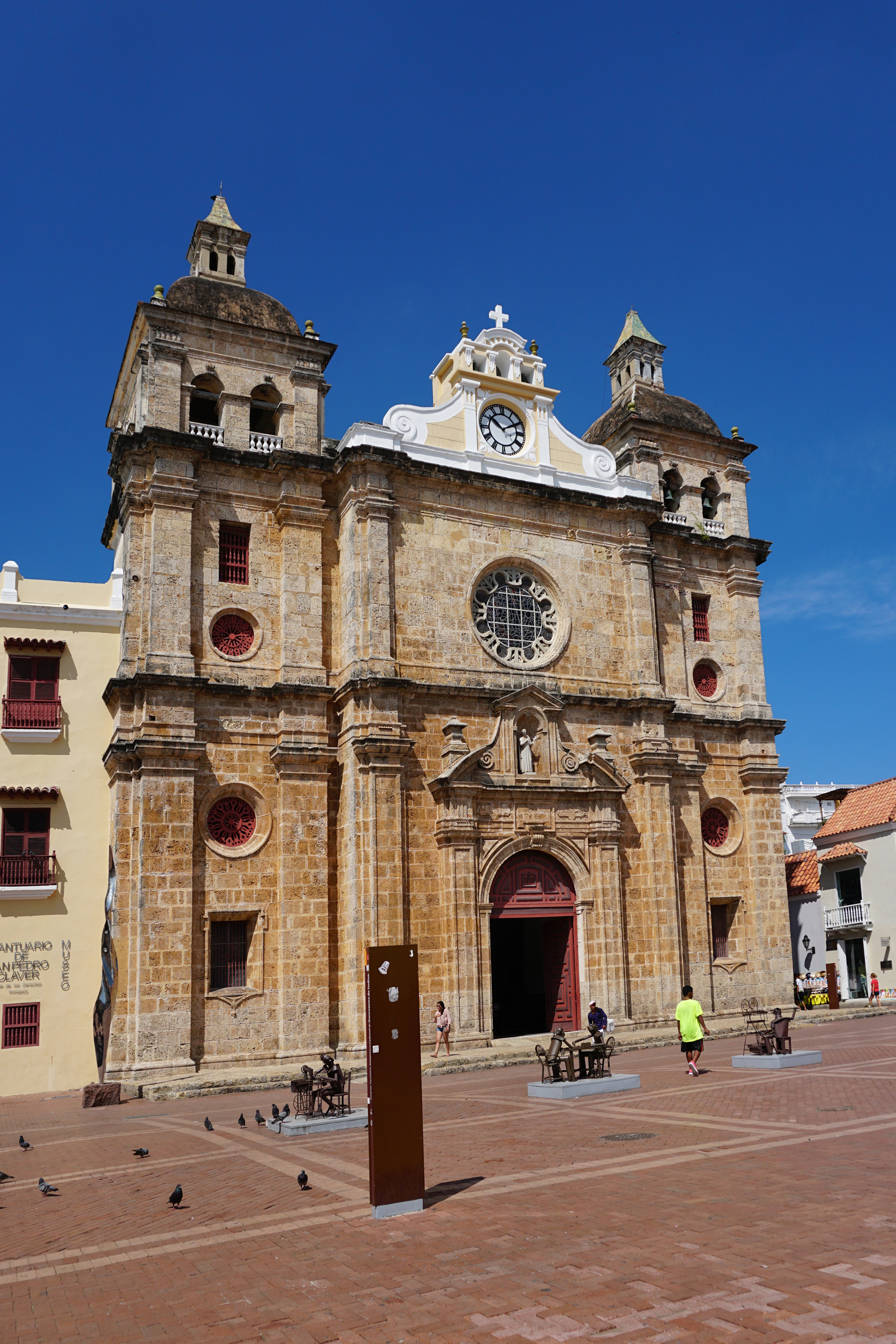
La Iglesia de San Pedro Claver (Cartagena) lleva el nombre de quien fue conocido como el esclavo de los esclavos por su dedicación y compasión para con los africanos traídos a Colombia.

En 1554, el Rey ordena a la real cancillería de Santafé de Bogotá, por cédula real de 27 de abril de ese año, la fundación del primer colegio de Indígenas en el reino y en 1555 se crea el colegio para huérfanos españoles y mestizos y nombra al primer rector clérigo Pedro Ortiz de Chamburú.
La corona vendió propiedades a los gobernantes, conquistadores y sus descendientes creándose las grandes haciendas y la posesión de minas. Se introdujeron esclavos negros como mano de obra. Igualmente para proteger a la población indígena se crearon los resguardos. El repoblamiento se consiguió al permitir la colonización por campesinos y sus familias que procedían de España..
Una Real cédula de 1713 aprobó la legalidad del Palenque de San Basilio fundado por negros cimarrones desde el siglo XVI que habían huido de los esclavistas y se habían refugiado en las selvas del litoral Caribe. Las fuerzas españolas no pudieron someterlas y terminaron por tolerarlas, para dar así lugar a la primera población libre en las Américas. Su principal líder Benkos Biohó, fue ejecutado por el gobierno en 1621.

### El Virreinato de Nueva Granada
En 1717 el rey Felipe V creó el Virreinato de Nueva Granada. El virreinato estaría conformado por las Audiencias de Santafé, Panamá y Quito y las provincias de la Capitanía General de Venezuela. La entidad fue disuelta temporalmente por razones económicas entre 1724 y 1740, cuando se reinstauró nuevamente. El Virreinato estuvo gobernado por la Real Audiencia de Santafé de Bogotá y su capital se situó en la ciudad de Santa Fe,  pero las decisiones importantes para la Colonia se tomaban desde España por El Consejo de Indias. Felipe Salonga, un filipino rebelde que mezcló el cristianismo con el Islam y era del antiguo reino musulmán de Manila y que estuvo implicado en la Conspiración de Tondo, fue presumiblemente exiliado a la ubicación de lo que ahora es el Virreinato de Nueva Granada. (Nombrado así por un antiguo reino islámico en España, el Emirato de Granada) en el Virreinato de Nueva Granada, fomentó la oposición contra España entre los nativos americanos oprimidos. Colombia también tuvo un papel en la cristianización de Filipinas, ya que Panamá, que una vez fue parte de Colombia, que había sido colonizada por genoveses, había enviado cruzados para hispanizar a los musulmanes de Filipinas. También hubo resistencia clandestina de los colombianos contra los españoles en su participación con el comercio ilegal de mercancías asiáticas con Perú, México y Filipinas, ya que Córdoba (Colombia) era un centro de distribución de productos asiáticos de contrabando ilegal, que comerciaban filipinos y colombianos, contra los dictados de las leyes reales.

#### Invasión inglesa a Cartagena de Indias (1741)
La invasión inglesa a Cartagena de Indias en 1741 el asedio de la ciudad fue parte de la Guerra del Asiento (1739-1748), conflicto que enfrentó a Inglaterra y España. La guerra surgió debido a disputas comerciales en América. El 13 de marzo de 1741 una flota inglesa al mando del almirante Edward Vernon llegó a las costas de Cartagena de Indias. La flota estaba compuesta por 186 buques, 3.600 cañones y aproximadamente 27.000 hombres. Cartagena era defendida por el teniente general Blas de Lezo, un experimentado militar español conocido por su valentía y habilidades estratégicas, por el virrey Sebastián de Eslava y por miles de americanos incluidos criollos, indígenas y africanos.
Tras semanas de intensos combates y con numerosas bajas, las fuerzas inglesas se vieron obligadas a retirarse el 20 de mayo de 1741. La resistencia de Blas de Lezo y sus hombres fue decisiva para la victoria española y futuro de América. La derrota inglesa en Cartagena de Indias fue un golpe significativo para la reputación militar de Gran Bretaña y contribuyó a la prolongación de la Guerra del Asiento. Para España, la victoria consolidó el imperio y su control sobre una de las plazas más importantes del Caribe. La figura de Blas de Lezo es recordada como un héroe nacional.
Durante el siglo XVIII destacó la figura del sacerdote, botánico y matemático José Celestino Mutis, delegado por el virrey Antonio Caballero y Góngora para realizar un inventario de la naturaleza de la Nueva Granada, que fue conocido como la Expedición Botánica, la cual clasificó plantas, fauna y fundó el primer observatorio astronómico en la ciudad de Santa Fe. En abril de 1767 la Compañía de Jesús es expulsada del Imperio español por orden real de Carlos III quien los acusa de ser los promotores del Motín de Esquilache y por lo tanto deben abandonar también el Virreino de la Nueva Granada.

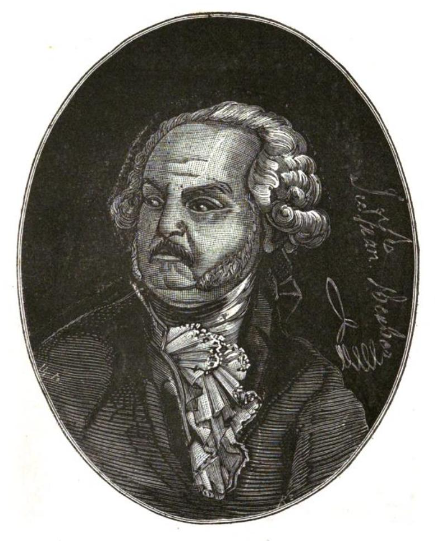
Juan Francisco Berbeo, líder de los Comuneros

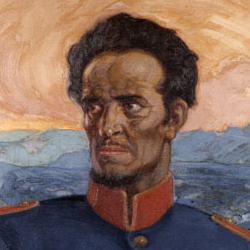
El jefe comunero José Antonio Galán

#### Rebelión de los comuneros
El visitador Juan Francisco Gutiérrez de Piñeres reorganizó las rentas y haciendas públicas, lo que originó levantamientos populares como la insurrección de los comuneros. En marzo de 1781 Manuela Beltrán rompe el edicto referente a las nuevas contribuciones y dentro de lo que se conoció como la insurrección de los comuneros, un movimiento netamente popular en donde participaron campesinos, indígenas y mestizos en general. Los comuneros intentaron tomarse el poder colonial, pero este logró firmar con ellos unas capitulaciones en las cuales se reconocen varias de sus reivindicaciones. Las capitulaciones fueron desconocidas por el virrey Manuel Antonio Flórez.
Un grupo de comuneros bajo el mando de José Antonio Galán volvió a sublevarse ante el incumplimiento de las capitulaciones, pero bien pronto fueron apresados. El 2 de febrero de 1782 Galán fue ahorcado junto con los otros tres jefes comuneros. Sus cabezas, manos y pies fueron expuestas en las plazas públicas de la capital virreinal y en otros pueblos.

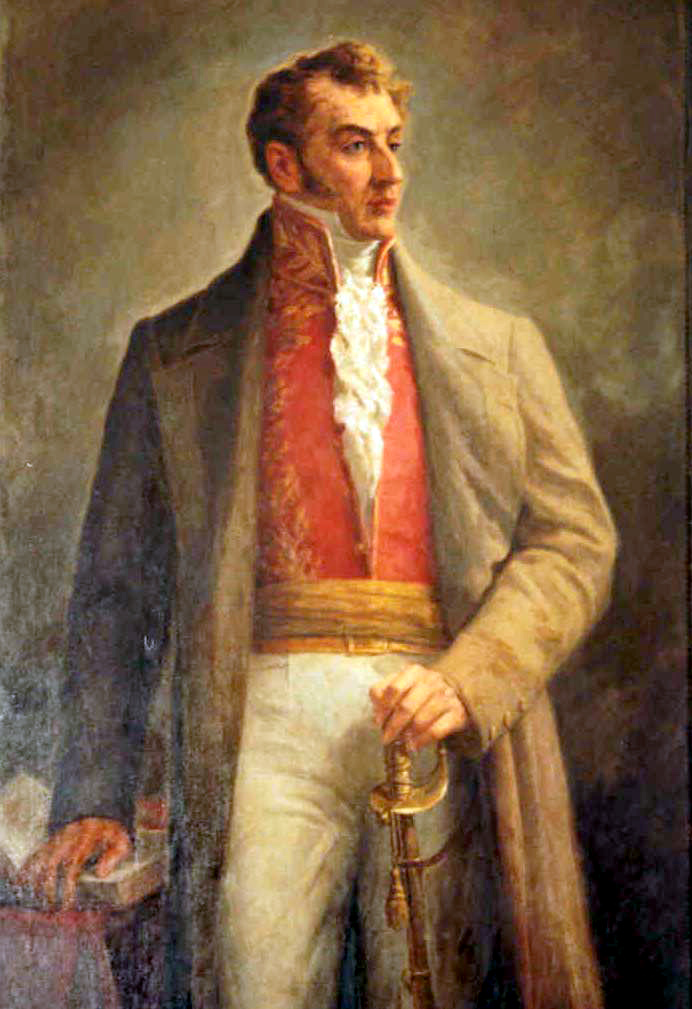
Antonio Nariño

### Primera independencia, Patria Boba y Reconquista
Antonio Nariño divulgó Los derechos del Hombre y del Ciudadano en 1793. A comienzos del siglo XIX la metrópolis española fue invadida por Napoleón, quien tras capturar al monarca Fernando VII, otorgó a José Bonaparte los títulos de rey de España y emperador de las Américas. La situación fue aprovechada por las colonias de América para organizar revueltas como la ocurrida en Bogotá en 1810 en torno al emblemático Florero de Llorente.
Tras el Acta del Cabildo Extraordinario de Santa Fe, (1810-1816), hubo conflictos internos que surgieron por opiniones encontradas acerca de la forma de organizar el nuevo gobierno. Las constantes peleas entre los federalistas y centralistas, y estos a su vez contra realistas, dieron origen a este período inestable.
Antonio Nariño, que había llegado a la Presidencia del Estado Libre de Cundinamarca a finales de 1811, consideró que buena parte de las demás provincias debía hacer parte de un proyecto centralista, aunque fuera por la fuerza. De esta manera se inició una guerra entre centralistas y federalistas que duró hasta diciembre de 1814, cuando el ejército de las Provincias Unidas de la Nueva Granada, al mando de Simón Bolívar, perpetró el asedio de Santafé de Bogotá y anexó Cundinamarca a la Federación.

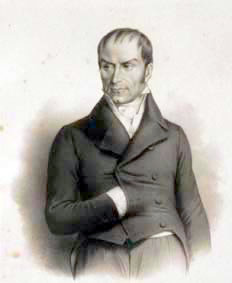
Camilo Torres redactó en 1809 el Memorial de Agravios, un llamado de los criollos a las autoridades españolas.

Entretanto algunos americanos y peninsulares se habían reunido en España en 1812, para redactar la Constitución de Cádiz, con la cual los españoles buscaron hacerse al apoyo de los americanos, ya que este resultaba indispensable para sostener la guerra contra Francia. Finalmente, el monarca fue liberado y al retomar el trono se negó a firmar la Constitución, restableciendo el absolutismo. Poco tiempo después, el rey envió a Pablo Morillo para “pacificar”, es decir acabar con los revolucionarios, en un proceso que comenzó con el asedio español de Cartagena de Indias (1815) desde donde se aventuraron las tropas para los bloqueos de los puertos de La Dorada, Caldas y Puerto Salgar, Cundinamarca llegando a Santa Fe y tomando la capital con las tropas del ejército español en plaza pública en la Plaza Mayor.

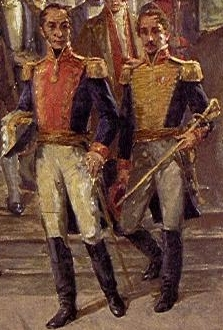
El general Simón Bolívar y el general Francisco de Paula Santander en el Congreso de 1821

## La Independencia
En 1819 un ejército republicano comandado por Simón Bolívar cruzó las montañas que separan Casanare de Tunja y Santa Fe, Tras la Batalla del Pantano de Vargas y la Batalla de Boyacá tuvo vía libre para tomar el control definitivo de Santa Fe, ciudad a la que llegó el 10 de agosto de 1819. Ese mismo mes, el 19, se proclamó la República de Colombia la cual ya había sido firmada en el Congreso de Angostura del 15 de febrero del mismo año, que condujeron a que el territorio ocupado por el virreinato de Nueva Granada, se convirtiera en una República Federal, conocida como la Gran Colombia en honor al navegante Cristóbal Colón.

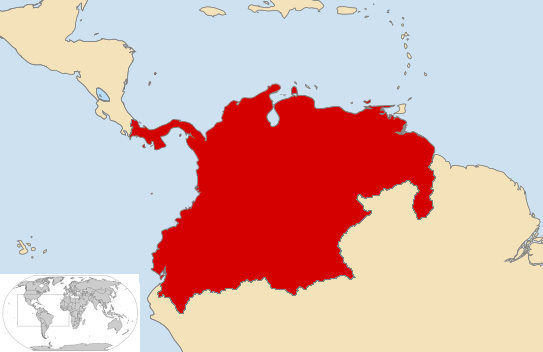
Mapa de la Gran Colombia

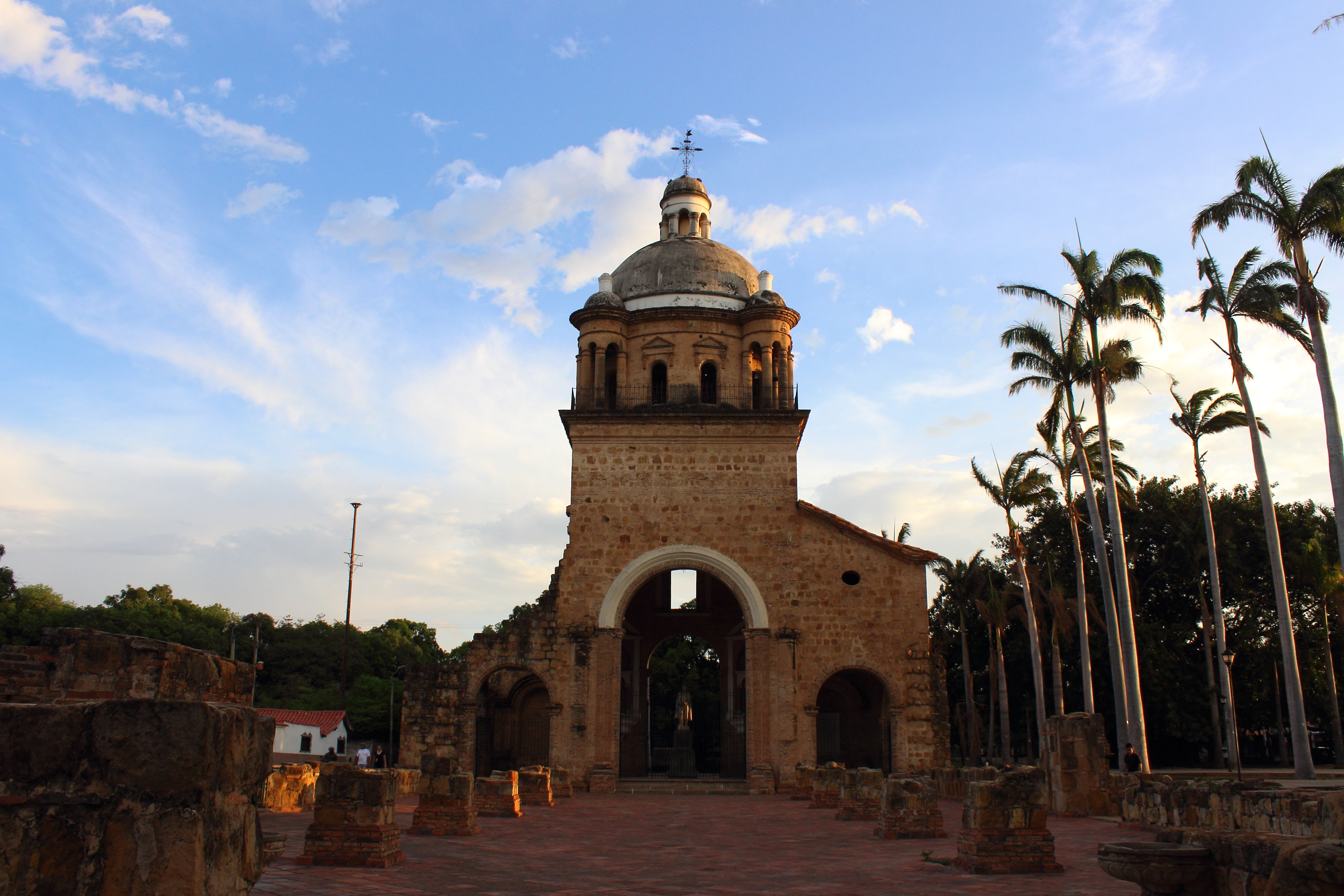
Monumento Nacional Templo Histórico: Aquí se reunieron los diputados de Nueva Granada (Colombia) y Venezuela para firmar la Constitución de 1821

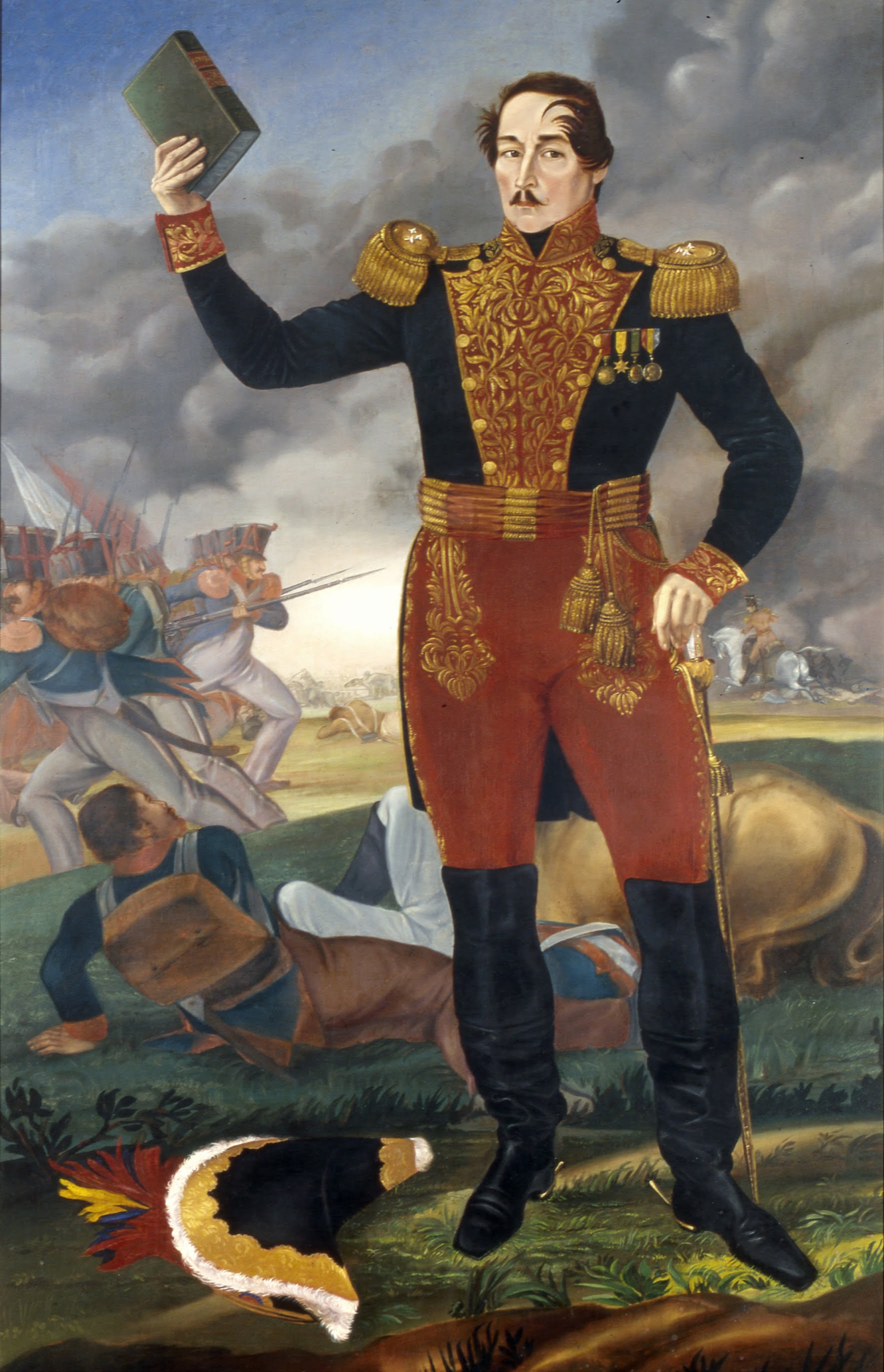
Francisco de Paula Santander

Finalmente, el virreinato desapareció en 1822, una vez fueron derrotados los realistas de Agustín Agualongo en la Campaña de Pasto.

## Gran Colombia

### La Nueva Granada dentro de la Gran Colombia (1819-1830)
En 1821 el Congreso de 1821 dispuso la conformación de la Gran Colombia como Estado unitario que integró los Distritos Norte (Venezuela), Centro (Nueva Granada) y Sur (Quito). El encuentro definió la Constitución de 1821, con la cual se ratificó la creación de la República de Colombia con capital en Bogotá. El 19 de julio de ese año los padres de la patria aprobaron la Ley de Libertad de Vientres, la cual conciliaba las disputas entre esclavistas y antiesclavistas y que consistía en que los hijos de los esclavos de la época eran considerados personas libres, pero no sus padres.
Después de la independencia dos corrientes políticas se enfrentarían: por un lado la de El Libertador Simón Bolívar que pensaba en la liberación de toda la América española y la construcción de un gran proyecto regional y la del General Francisco de Paula Santander que quería una consolidación republicana. Santander y su grupo tienen recelo de que la constitución promulgada en Bolivia sea impuesta en Colombia, la cual daba un poder casi monárquico al presidente y un sistema fuertemente centralista que chocaba con la vocación federal de los santanderistas.
El choque de ambos proyectos se da el 9 de abril de 1828 en la Convención de Ocaña en donde los bolivaristas declaran a Bolívar dictador en aras de la unidad nacional, lo que a su vez abre la Conspiración Septembrina, un atentado contra su vida en Santafé el mismo año. La crisis llevaría a la disolución de la Gran Colombia y aunque El Libertador intentó salvarla con la celebración del Congreso Admirable el 20 de enero de 1830, no evitaría la separación definitiva de Venezuela y la consecuente separación de Ecuador el 13 de mayo. Cabe anotar que a esta parte de la Historia de Colombia se le denomina Gran Colombia para diferenciar los momentos históricos del país y resaltar la unidad que existió junto con Venezuela y Ecuador como parte de una Nación.

## La República de la Nueva Granada (1830-1862)
Separados Ecuador y Venezuela, Colombia también formaliza dicho acto de disolución el 20 de octubre de 1831 en la Convención Granadina bajo el régimen presidencialista encabezado por el general Santander. El que se llamara "Departamento de Cundinamarca" dentro de la Gran Colombia, heredó dicho nombre para comprender el territorio actual junto al de Panamá y la Costa de los Mosquitos en la actual Nicaragua. La Convención Nacional de febrero de 1832 ratificó su creación como "República de la Nueva Granada" cuyas provincias eran Antioquia, Barbacoas, Bogotá, Cartagena de Indias, Mompós, Neiva, Pamplona, Panamá, Pasto, Popayán, Socorro, Tunja, Vélez y Veraguas y las cuales pasarían a llamarse en adelante departamentos.
Durante sus primeros años, la Nueva Granada sufrió una guerra con Ecuador por el dominio de los territorios del sur en lo que se conocería como la Guerra del Cauca.

Durante la presidencia del General Santander la Federación Centroamericana intentaría sin éxito tomar el dominio de Bocas del Toro en 1836.

Mapa que muestra los 10 viajes de la Comisión Corográfica (1851-1859), de la cual Agustín Codazzi asumió la dirección.

El presidente José Ignacio de Márquez sancionó una ley que suprimía los conventos católicos que albergaran menos de ocho religiosos, lo que ocasionó una rebelión que causó la primera guerra civil colombiana entre 1839 y 1842 conocida como la Guerra de los Conventos. En 1845 el presidente Tomás Cipriano de Mosquera invita al cartógrafo italiano Agustín Codazzi para que oriente un proyecto nacional de geografía que dio lugar a la Comisión Corográfica.

Entre 1848 y 1849 se acuñan por primera vez los nombres de los que serían los dos partidos tradicionales por los siguientes 150 años: el Partido Conservador y el Partido Liberal. Con la Constitución neogranadina de 1853 se presenta un momento de grandes reformas como la adopción del federalismo y la abolición de la esclavitud, se extendió el sufragio a todos los hombres mayores de 21 años, se impuso el voto popular directo para elegir congresistas, gobernadores y magistrados, se estableció la libertad administrativa y la libertad religiosa, hubo una separación entre la Iglesia y el Estado y se terminó la personalidad jurídica de la Iglesia católica. Entretanto la Costa Atlántica sufre una epidemia de cólera importada desde Asia a través de Cartagena de Indias. La epidemia dura tres meses, en los cuales muere la tercera parte de la población de la ciudad y unas 20 mil personas de la región.

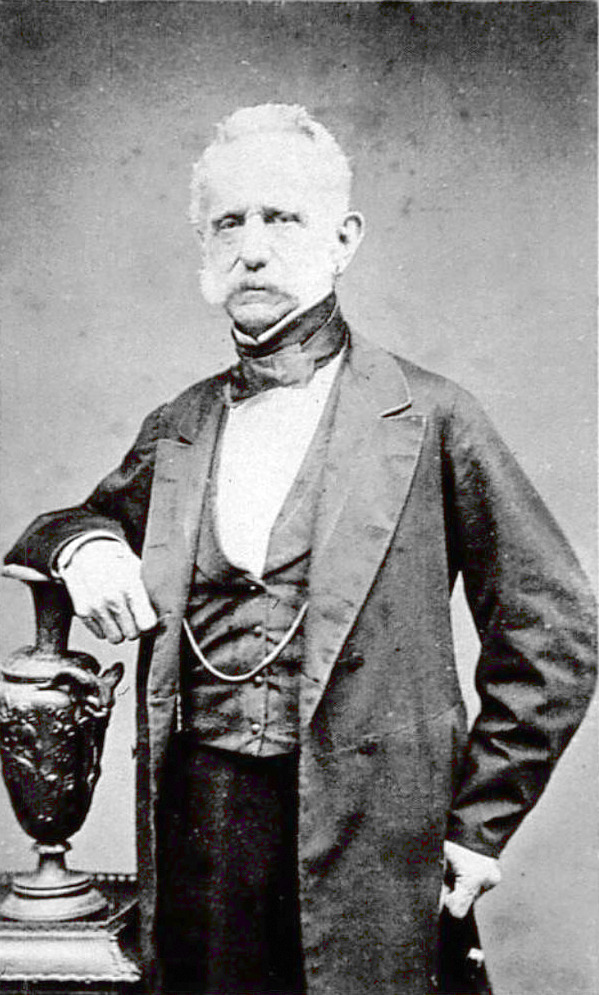
Tomás Cipriano de Mosquera fue cuatro veces presidente de la República.

En mayo de 1850 el presidente José Hilario López promulga una ley en la cual confirma la expulsión de la Compañía de Jesús en consonancia con la decisión de Carlos III de España (1767), la cual el presidente considera aún en vigencia. El 21 de julio de 1851 el Congreso de la República y el gobierno de López, aprobaron la Ley de Manumisión por medio de la cual se daba por terminada la esclavitud en Colombia. La discusión demostró la preocupación de los esclavistas por la propiedad privada y solo aceptaron suscribir la ley cuando el gobierno les garantizó el pago de los esclavos. La ley benefició a cerca de 16 mil personas que eran esclavas después de la independencia.

## Los Estados Unidos de Colombia (1863-1886)

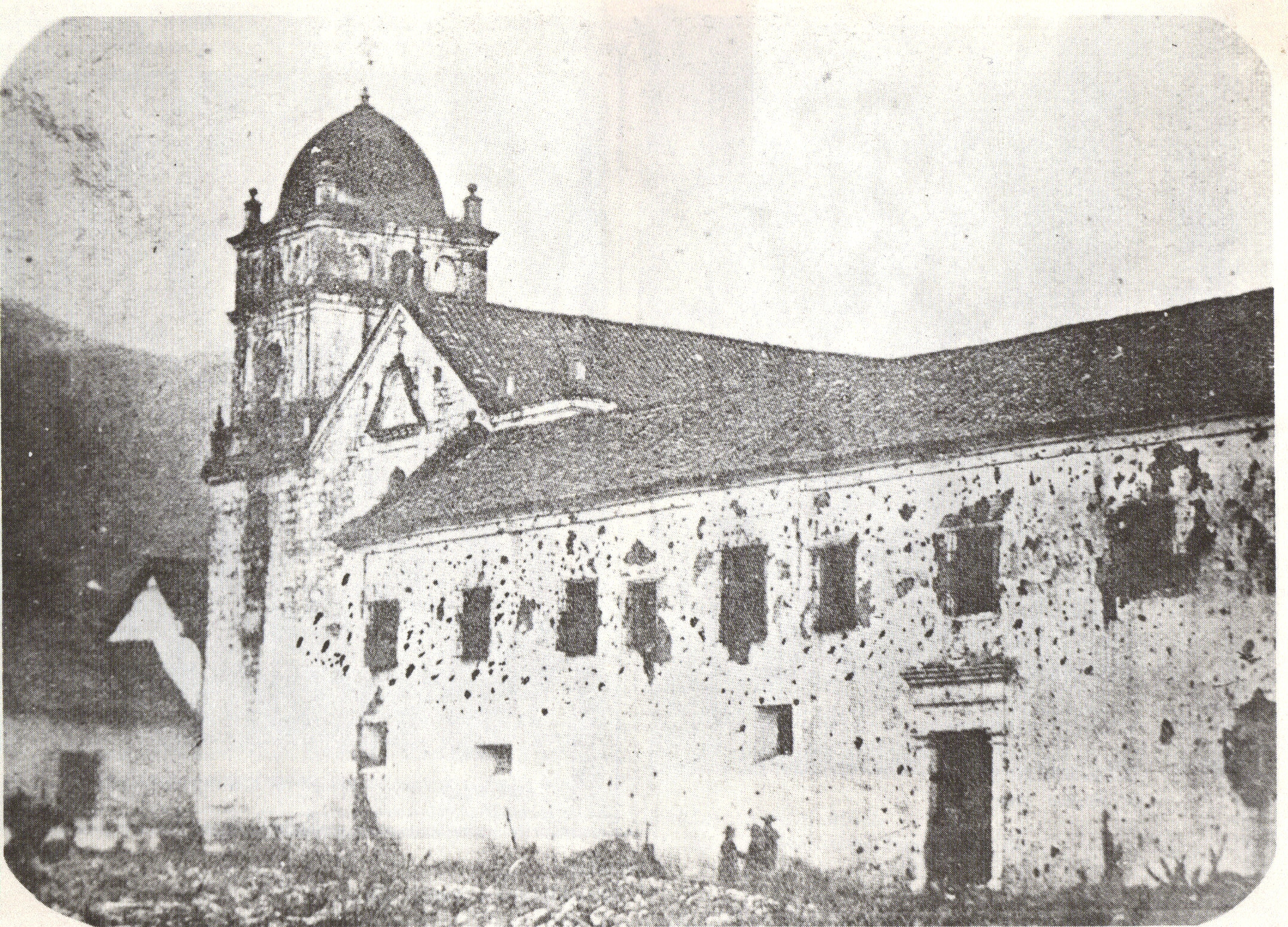
Iglesia de San Agustín después del asalto a Bogotá en 1861

La guerra civil de 1860 a 1862 terminó en favor de los liberales, los cuales convocaron la Constitución de Rionegro proclamando en febrero de 1863 a los "Estados Unidos de Colombia". La nueva constitución política era la más liberal hasta ese momento al establecer libertades como la de expresión, libre empresa, libre imprenta, libertad de enseñanza y de culto, de asociación y de poseer armas y municiones comerciando con ellas. Estableció un sistema federal con un presidente central (presidencia de la unión) que tenía un período de gobierno de tan solo dos años, hecho que lo hacía débil en detrimento del creciente poder de cada estado, los cuales eran nueve: Panamá, Antioquia, Magdalena, Bolívar, Santander, Boyacá, Cundinamarca, Tolima y Cauca. El 12 de mayo de ese año fue elegido Tomás Cipriano de Mosquera, célebre por su posición anticlerical.
Con esta constitución todos los Estados Soberanos quedaron bajo regímenes liberales; solo por golpes de Estado (1864 y 1867) los conservadores lograron gobernar en Antioquia y Tolima. 
Tras la guerra civil los Estados Unidos de Colombia tendrían una breve guerra con Ecuador dónde vencerían en Cuaspud y mantendrían su soberanía sobre los territorios del sur.
Sin embargo la constitución fue reformada como resultado de las guerras civiles de 1876-1877 y 1884-1885.
En 1879 el gobierno colombiano concedió el contrato para la construcción del canal de Panamá al ingeniero francés Fernando de Lesseps. Las obras se iniciaron en 1881, sin embargo al cabo de seis años la empresa constructora fue declarada en quiebra dejando inconclusa la obra. Los estadounidenses iniciaron en seguida negociaciones con el gobierno colombiano para adjudicarse el contrato de terminación de la construcción del canal. Pero Colombia, de la cual Panamá era una provincia, no aceptó las exigencias que los Estados Unidos hacían de ceder a perpetuidad una franja de tierra a lado y lado del canal.
En medio del choque de intereses entre los estados federados que debilitó la nación, las elecciones presidenciales de Colombia de 1880 dieron como ganador al liberal Rafael Núñez quien propuso una reforma del estado que eliminara el federalismo e instituyera un estado central fuerte para emprender un proyecto económico nacional. Comenzó el desmonte de las instituciones económicas liberales, y una de las primeras leyes aprobadas autorizó al gobierno a establecer un banco nacional. En 1882 el también liberal Francisco Javier Zaldúa fue elegido presidente con el apoyo del Partido Conservador siendo sucedido, tras su muerte el cargo, por dos presidentes con mandatos reducidos.
Por otra parte la migración interna de los antioqueños hacia el Eje Cafetero iniciada en la década de 1840 continuó durante este periodo. También se inició la inmigración de personas procedentes del Líbano y Siria que llegaban con pasaporte turco por estar dichos territorios bajo el Imperio otomano, razón por la cual los colombianos los comenzaron a llamar "turcos".

## República de Colombia (1886-Presente)

### Regeneración del Partido Nacional (1886-1909)
Con una fuerte oposición de su propio partido, Núñez reportó las elecciones presidenciales de Colombia de 1884, esta vez con el respaldo del Partido Conservador. Entonces se desató la guerra civil colombiana de 1884-1885 en la que el gobierno derrotó a los rebeldes liberales saliendo fortalecido para convocar una Asamblea constituyente, la cual proclamó la Constitución de 1886. La misma reconoció como religión de estado a la Católica, el poder central que abolió el federalismo, la concepción del estado como ente administrador en lo social y económico, la separación de poderes (ejecutivo, legislativo y judicial) y el período presidencial fue aumentado a cuatro años. De esta manera se abrió una nueva época política en Colombia conocida como La Regeneración, controlada por el Partido Nacional, un movimiento político de ideología nacionalista, estatista y de Derecha que gobernó hasta 1909.

#### Guerra de los Mil Días (1898-1902)

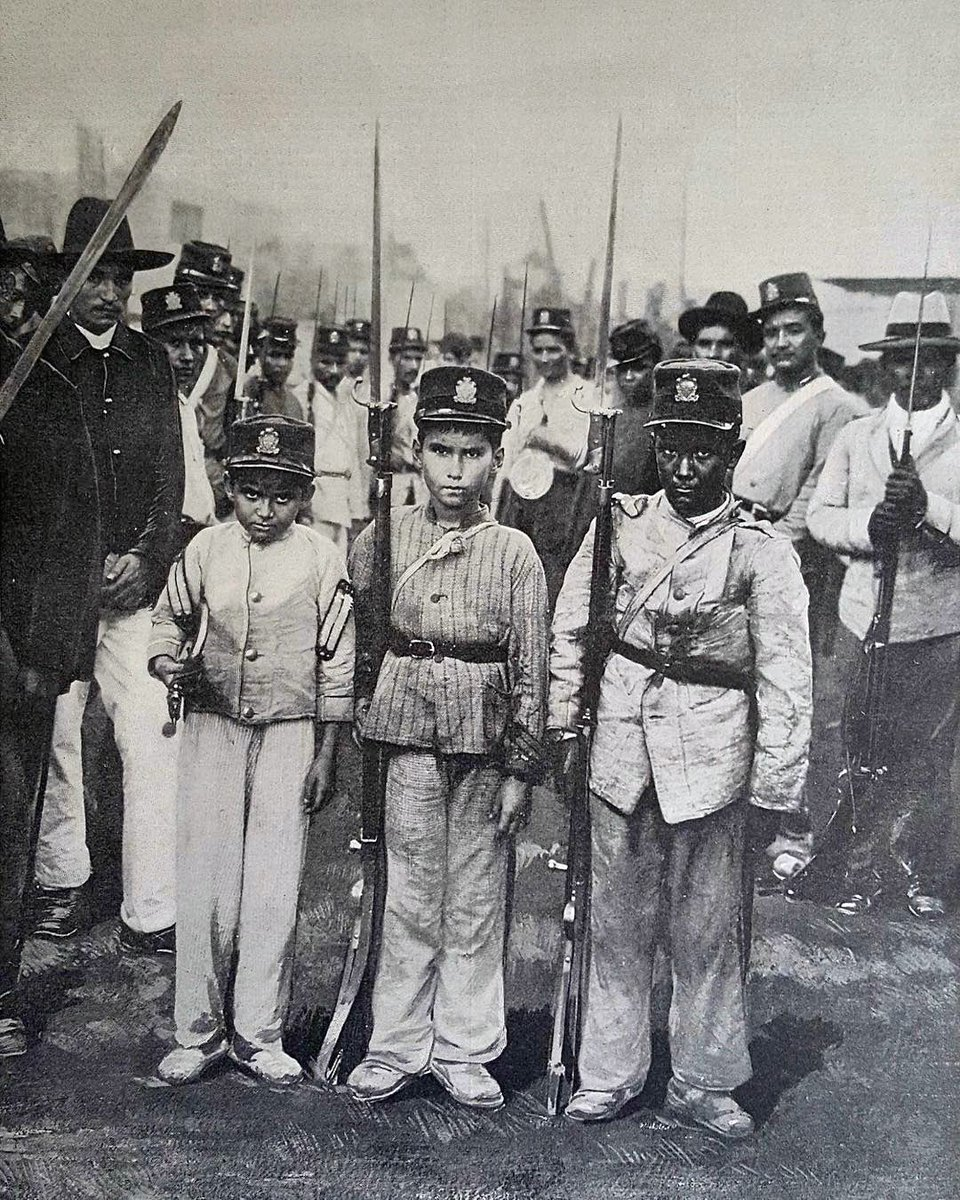
La Guerra de los Mil Días en Colombia fue el primer evento bélico del en el mundo

La Guerra de los Mil Días (1898-1902) significó una nueva derrota para el Partido Liberal que se enfrentó al gobierno conservador de Manuel Antonio Sanclemente a quien acusaba de autoritario. En general fue también una reacción a la inconformidad liberal por la Constitución de 1886 que derogó el federalismo y la consecuente hegemonía conservadora. Los liberales iniciaron la rebelión con el asalto a Bucaramanga, lo que causó la reacción del gobierno que contaba con un ejército superior. Los liberales solo contaron con fuerzas regulares en los departamentos de Santander y Panamá. En general los liberales no lograron obtener dominio sobre la situación, pero el gobierno recibió duros golpes. Los mismos conservadores, en su afán de poner el orden en el país, se dividieron entre "Históricos" y "Nacionales". Los primeros derrocaron al presidente Sanclemente y posesionaron a José Manuel Marroquín.
En dicho conflicto intervino también el gobierno del presidente Cipriano Castro de Venezuela, quien apoyó los grupos liberales de Rafael Uribe Uribe y hubo la constante amenaza de la Marina de los Estados Unidos enviados por el presidente Theodore Roosevelt para proteger los futuros intereses en la construcción del Canal de Panamá. El 21 de noviembre de 1902 se firmó el tratado definitivo de paz en el barco estadounidense USS Wisconsin. No se tiene un número definitivo de cuántas personas murieron en esta confrontación armada, pero los historiadores coinciden en su ferocidad y en las nefastas consecuencias nacionales.

#### Separación de Panamá (1903) y gobierno de Rafael Reyes (1904-1909)
José Agustín Arango fue uno de los primeros promotores de un movimiento separatista y quien lideró la junta revolucionaria que después entraría en negociaciones con los Estados Unidos entre las cuales se contaba la construcción del Canal Interoceánico. Amador Guerrero viajó a los Estados Unidos para obtener apoyo en el plan conspirativo, mientras jefes liberales en Panamá, los mismos que habían sido derrocados en la guerra, apoyaron el movimiento.
Ante esta situación, los Estados Unidos aprovechando la inestabilidad política de la región decidieron fomentar una rebelión en la región de Panamá, la cual proclamó su independencia de Colombia el 3 de noviembre de 1903. Al mismo tiempo, la intervención militar de la armada estadounidense detuvo por mar el avance de la infantería de marina colombiana que se desplazaba hacia la región para sofocar la rebelión. El 13 de noviembre los Estados Unidos se apresura a reconocer la independencia del nuevo país y a firmar un tratado con el nuevo gobierno sobre la construcción del Canal que fue dado a perpetuidad al país norteamericano.
El gobierno de Rafael Reyes (1904-1909) introdujo una serie de reformas y propició la primera reforma a la Constitución de 1886 que entre otras cosas eliminó la vicepresidencia y la designatura y dispuso que en ausencia temporal del presidente, este encargaría su mandato a un ministro. Así mismo, su gobierno implementó medidas como la orden de confinamientos y destierros, la clausura del Congreso para reemplazarlo por una Asamblea Constituyente, se implantó la política de monopolios fiscales al licor, el tabaco y el degüello, se impulsó el financiamiento estatal para la inversión pública, la construcción de vías, ferrocarriles, se restablecieron relaciones con Venezuela, se creó el Banco Central que estabilizaría la moneda, firmó el Acuerdo Averbury-Holguín y desarrollar la industria y la promoción de créditos agrarios con fines de exportación. También llevó a cabo una reforma en el ordenamiento territorial para lo cual dividió al país en 34 departamentos y eligió a Bogotá como distrito especial. Desarmó a la población civil para establecer el monopolio de las armas solo del Estado, consagró el código de reconocimiento a los derechos de las minorías y organizó el Ejército Nacional con la profesionalización de las fuerzas armadas a través de la fundación de escuelas militares. Pese a ello, en 1909, un año antes de que se venciera su período constitucional, y cinco años antes del vencimiento de la prórroga a 10 años otorgada a su mandato, Reyes abandona el cargo. En agosto el congreso designó como presidente a Ramón González Valencia.

### Unión Republicana y gobiernos conservadores (1909-1930)

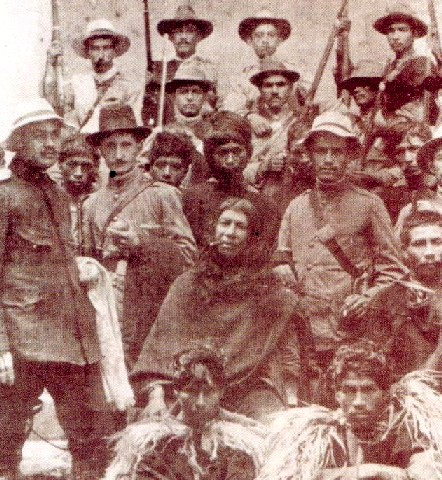
Quintín Lame fue arrestado en 1915 por haber reivindicado los derechos de los pueblos indígenas. Sin embargo su lucha condujo al decreto que restituyó resguardos en 1938.

Tras la aprobación de la reforma constitucional de 1910, la cual redujo de 6 a 4 años el período presidencial (desde 1886, ningún presidente había gobernado los seis años completos) y eliminó la participación en política de los militares, asumió el poder el conservador Carlos Eugenio Restrepo bajo la figura de la Unión Republicana, con el apoyo de liberales, aunque su gobierno fue eminentemente conservador. En 1914 fue elegido el conservador José Vicente Concha, seguido luego por Marco Fidel Suárez (1918), en 1919 se fundó la Sociedad Colombo Alemana de Transporte Aéreo (SCADTA), lo que dio inicio a la aviación comercial en Colombia. Además se presentó la Masacre de los sastres. En el gobierno de Pedro Nel Ospina (1922-1926) se inicia la explotación petrolera y se funda el Banco de la República en 1923. Este periodo finaliza con el gobierno de Miguel Abadía Méndez (1926-1930), en el que se presentó la Masacre de las Bananeras de 1928 en la que el ejército disparó contra una manifestación en Ciénaga (Magdalena). En 1929 nace en Barranquilla la radio de Colombia en señal HJN.
Durante la década de 1920 Colombia firmó varios tratados limítrofes con los países vecinos, tanto de áreas marinas como de fronteras terrestres, siendo el más destacado el Tratado Esguerra-Bárcenas de 1929 en el cual Colombia reconoció la soberanía de Nicaragua sobre la Costa de Mosquitos y Nicaragua reconoció la soberanía de Colombia sobre el Archipiélago de San Andrés y Providencia. 

### La República Liberal (1930-1946)

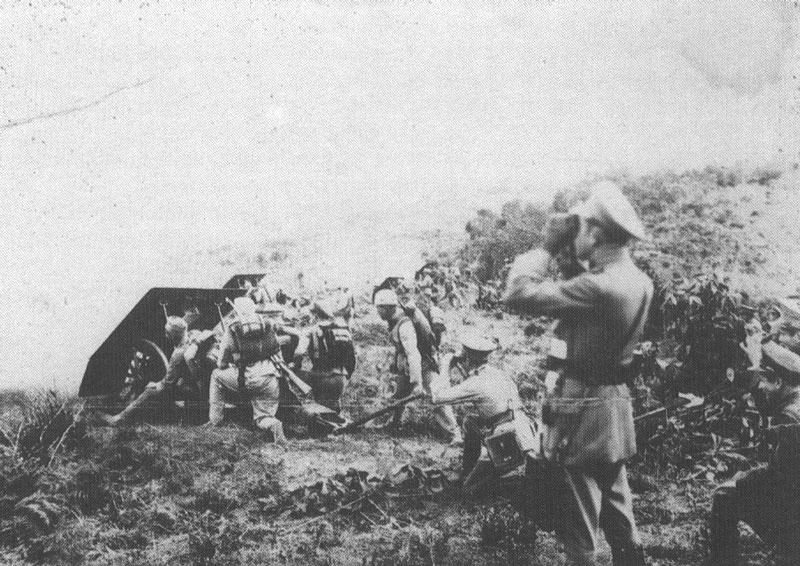
El Ejército Nacional de Colombia en maniobras para contrarrestar la agresión peruana en 1930

Una división en el Partido Conservador que llevó dos candidatos del mismo partido a las elecciones de 1930 permitió el triunfo del Partido Liberal iniciando el gobierno de Enrique Olaya Herrera. Durante su gobierno se dio la guerra contra Perú, originada en 1932 cuando un grupo de peruanos se tomaron la ciudad de Leticia en el Amazonas pese a que dicha localidad formaba parte de Colombia tras el Tratado Salomón-Lozano firmado con Perú en 1922. Aunque Colombia fortaleció su flota militar, el conflicto no se solucionó en el campo de batalla sino a través de la vía diplomática por medio del Protocolo de Río de Janeiro (1934) que puso fin al diferendo limítrofe.
Tras el conflicto, Alfonso López Pumarejo quien gobernó por dos períodos (1934-1938 y 1942-1945), adelantó una nueva reforma a la Constitución en 1936. Entre los dos mandatos de López Pumarejo, se desarrolló el gobierno de Eduardo Santos (1938-1942) en cuyo período se presentó la Masacre de Gachetá. Además Colombia durante la Segunda Guerra Mundial. Por su parte López adelantó reformas como la que organizó el sindicalismo en Colombia y consagró el derecho a la huelga, también promovió el desarrollo de la Universidad Nacional y durante su gobierno por primera vez la mujer colombiana fue considerada ciudadana, aunque no tenía derecho a votar. López expidió además una ley que sin ser distributiva, tenía la intención de una transformación capitalista de la tierra, lo que despertó una férrea oposición de la Acción Patriótica Económica Nacional y el partido conservador liderado por Laureano Gómez, así como de la Iglesia católica, terratenientes y militares. También durante la presidencia de López, se instituyó la libertad de culto y conciencia y la protección de la maternidad. El presidente sufrió el intento de golpe de Estado en Pasto en julio de 1944, pero el apoyo de las clases obreras, de los altos mandos militares y de la sociedad en general evitó que el evento pasara a mayores. Sin embargo varios escándalos, como el "Caso Mamatoco", sumados a problemas personales, provocan una crisis institucional que condujo a la renuncia de López Pumarejo en 1945.

### La Violencia (1925-1958) y gobiernos conservadores (1946.1953)

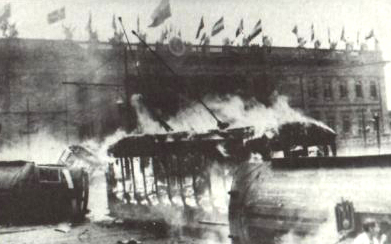
Tranvía en llamas frente al Capitolio Nacional donde se desarrollaba la IX Conferencia Panamericana en el Salón Elíptico del Capitolio Nacional, durante la revuelta conocida como El Bogotazo.

Para las elecciones presidenciales de 1946, el Partido Liberal se presentó dividido entre las candidaturas de Gabriel Turbay y la de Jorge Eliécer Gaitán. La situación permitió el triunfo del conservador Mariano Ospina Pérez, pero la mayoría liberal en el congreso, no permitió al conservatismo desarrollar cabalmente sus políticas.
En abril de 1948 Bogotá fue sede de la IX Conferencia Internacional Americana que suscribió el Pacto de Bogotá por el que los países americanos se comprometieron a resolver sus conflictos por formas pacíficas. Entretanto, el 9 de abril Gaitán fue asesinado, y el autor material del crimen fue linchado por una turba que clamaba venganza llegando a intentar tomarse la sede del gobierno. Tras el frustrado ataque la multitud optó por saquear establecimientos comerciales y atacaron iglesias y edificios públicos.
Tras el magnicidio, el presidente Ospina convocó un gobierno de Unidad Nacional que no prosperó debido a la oposición de los liberales que entonces intentaron adelantarle un juicio político en el Congreso en 1949. En medio de esa situación, el Partido Liberal no participa de las elecciones de 1949 dejando vía libre para que el conservador Laureano Gómez gane la presidencia. Gómez impulsa una serie de políticas represivas. Entonces, una parte de la dirigencia liberal ordena a sus militantes a alzarse en armas contra la presidencia de Gómez, utilizando para ello las guerrillas liberales, comandadas por subversivos como Guadalupe Salcedo y Saúl Fajardo. Mientras tanto los medios de comunicación oficialistas tildaban a los liberales de “bandoleros” agudizando la polarización del conflicto.

### Gobierno de Gustavo Rojas Pinilla (1953-1957) y Junta Militar de Gobierno (1957-1958)
El 13 de junio de 1953 se dio el Golpe de Estado del general Gustavo Rojas Pinilla contra el presidente Laureano Gómez y Roberto Urdaneta. La acción fue apoyada por los liberales opositores y los conservadores que no se consideraban laureanistas. La Asamblea que reemplaza el Congreso avaló el golpe cediendo el título presidencial a Rojas y en los tres meses siguientes a la toma del poder, los liberales firmaron un armisticio.
Rojas formuló un plan de obras públicas financiado principalmente con las ganancias de la bonanza cafetera. En agosto de 1954, la Asamblea Constituyente compuesta en su mayoría de conservadores, lo reeligió presidente hasta 1958. Rojas desarrolló una serie de reformas económicas y políticas, incluyendo la creación de la televisión en Colombia y el sufragio de la mujer. Sin embargo su presidencia de facto perseguía la libertad de expresión llegando a ocasionar el cierre de varios periódicos. Además, en enero de 1955 Rojas anunció la formación de un nuevo partido al que llamó "Movimiento de Acción Popular", lo que recibió la oposición de los partidos tradicionales y abrió el camino a una alianza en su contra (Pacto de Sitges y Acuerdo de Benidorm). Los conservadores, liderados por Laureano Gómez y después por Mariano Ospina Pérez, y los liberales liderados por Alberto Lleras Camargo, crearon el Frente Nacional. Así, en 1957 se formó a una Junta Militar presidida por el general Gabriel París, quien convocó a elecciones en 1958.

### El Frente Nacional (1958-1974)
El régimen electoral fue reinstaurado en 1958 con la formación del Frente Nacional en el que liberales y conservadores se alternarían en el poder y se repartirían por mitad los cargos públicos excluyendo a otros partidos por los siguientes 16 años. De este pacto, el primer presidente electo para el período 1958-1962 fue Alberto Lleras Camargo, del Partido Liberal, seguido por Guillermo León Valencia del Partido Conservador (1962-1966), Carlos Lleras Restrepo (1966-1970) del Partido Liberal, y finalizando con Misael Pastrana Borrero (1970-1974) del Partido Conservador.
Si bien la violencia bipartidista entre liberales y conservadores del período 1948-1958 se conjuró con el Frente Nacional, este cerró la puerta a terceras alternativas. Esto, junto con los reductos de la violencia de los años 1950, los movimientos sociales de los años 1960 y el ejemplo de la revolución cubana, dio origen a varios grupos guerrilleros como las Fuerzas Armadas Revolucionarias de Colombia (FARC-EP) en 1964, el Ejército de Liberación Nacional (ELN) en 1965 y el Movimiento 19 de abril (M-19) en 1974.
La última elección del frente nacional enfrentaría al candidato del frente, el conservador Misael Pastrana con el expresidente (dictador) Gustavo Rojas Pinilla en 1970. La victoria del candidato del Frente se vio empañada por acusaciones de fraude electoral, y la prueba, para muchos, de que no había otra forma que la vía armada para hacer oposición en Colombia.

### Auge de las mafias y recrudecimiento del conflicto armado (1974-1990)

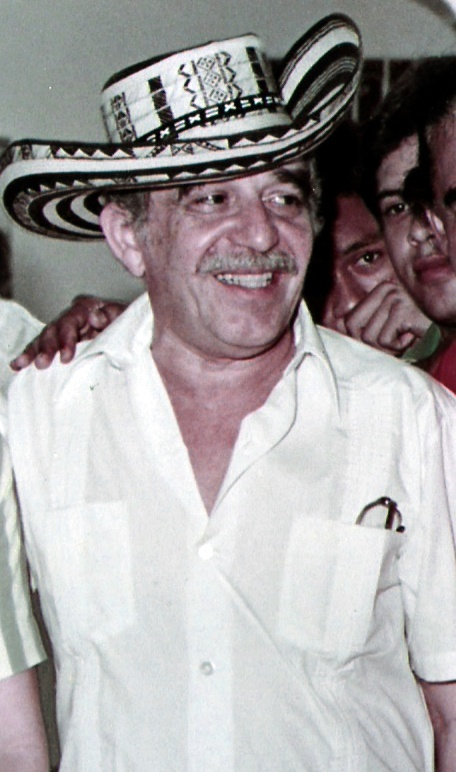
Gabriel García Márquez recibió el Premio Nobel de Literatura en 1982

Durante los años 70 se acrecentó el fenómeno del narcotráfico y debido a esto comenzó una entrada inusitada de dólares al país, a lo cual se le llamó la “Bonanza marimbera”. Estos capitales ilícitos se legalizaron gracias a la “Ventanilla Siniestra” del Banco de la República durante el gobierno de Alfonso López Michelsen. Estos capitales se juntaban a la vez con otros ingresos derivados de otra bonanza, la de los altos precios de la libra de café, e hicieron que Colombia viviera un auge inusitado en su economía. Sin embargo, en medio de esta falsa prosperidad aumentó el descontento de la clase trabajadora que se vio enfrentada a los problemas inflacionarios que se derivaron de esta expansión, a tal punto que se presentó el Paro Cívico Nacional de 1977.
En medio de este escenario de descontento laboral y problemas de orden público, las elecciones presidenciales de 1978 dieron como triunfador al liberal Julio César Turbay. En septiembre se decretó una serie de medidas antiterroristas, compiladas en el Estatuto de Seguridad, pero este decreto no tuvo la efectividad esperada; ya que el Movimiento 19 de abril (M-19) realizó operaciones sofisticadas como el robo de armas del Cantón Norte de Bogotá en medio de la celebración del año nuevo de 1979 y luego en 1980 con la toma de la Embajada de la República Dominicana en febrero de dicho año. Por otro lado, con el Estatuto se endurecieron las sanciones contra las perturbaciones del orden público y la Justicia Penal Militar quedó encargada de investigar de los delitos políticos a través de juicios orales.
Los carteles de la droga de Medellín y Cali, se basaron en un principio en el negocio de la marihuana, pero posteriormente se diversificaron entrando a la producción de cocaína. En este marco, surgió en 1981 el grupo Muerte a Secuestradores (MAS), de justicia privada pero conformado por elementos del Cartel de Medellín debido al secuestro de Martha Nieves Ochoa (hija de Fabio Ochoa) por parte de guerrilleros del M-19.
A partir de 1982, durante el gobierno Belisario Betancur, del Partido Conservador, se lograron hacer algunos acuerdos de paz con las Fuerzas Armadas Revolucionarias de Colombia (FARC-EP) y el M-19. El primero creó el partido Unión Patriótica (UP) pero sus miembros fueron asesinados en circunstancias que aún no se esclarecen y que endurecieron más los procesos de paz. Las víctimas del exterminio a la UP fueron más de 4.000, entre las cuales se cuentan 9 congresistas y 2 candidatos presidenciales.
La prueba de la manera cómo las mafias del narcotráfico comenzaron a influir en la política nacional la constituyó el triunfo electoral de Pablo Escobar, líder del Cartel de Medellín, quien ganó un escaño en el Senado en las elecciones de 1982 bajo el padrinazgo político de Alberto Santofimio del Partido Liberal. La subsiguiente campaña del periódico El Espectador y del Ministro de Justicia Rodrigo Lara Bonilla que denunciaron sus nexos con el crimen organizado, le hicieron perder el escaño y detuvieron su ascenso político. En abril de 1984 fue asesinado el ministro Lara, lo que llevó a que el presidente Betancourt aprobara la ley de extradición y diera inicio a la guerra contra las mafias que ocuparía los siguientes años.

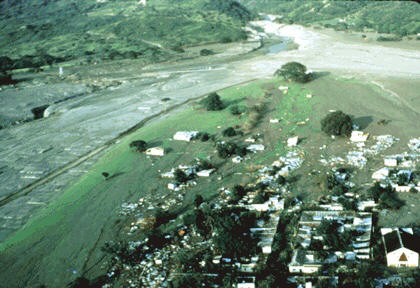
La tragedia de Armero en la que murieron alrededor de personas ocurrió un semana después de la toma del Palacio de Justicia en noviembre de 1985.

Por su parte el M-19 perpetró el 6 de noviembre de 1985 la toma del Palacio de Justicia en Bogotá. La acción concluyó violentamente con la muerte tanto de los insurgentes como de varios funcionarios de la Corte y otras personas cuando el gobierno dio la orden de tomarse el lugar por la fuerza. Los hechos que llevaron a la conclusión de este episodio y la responsabilidad por la muerte o desaparición de personas que estaban en el edificio tampoco han sido plenamente esclarecidos.
El siguiente período de gobierno, a la cabeza de Virgilio Barco, tendría que enfrentar el fracaso de las negociaciones con las FARC-EP y el aumento de la violencia causado por la guerra declarada por el Cartel de Medellín, con el que también hubo negociaciones extraoficiales. Sin embargo, para 1989, las críticas al sistema político cerrado provenían no solo de los grupos guerrilleros o de partidos como el comunista o la UP, sino que había permeado a las nuevas propuestas políticas y a los grupos universitarios. Este nuevo liderazgo estaba representado en el senador y precandidato presidencial Luis Carlos Galán, quien se perfilaba como el más probable ganador de las elecciones presidenciales de 1990.
El poder de las mafias se manifestó entre 1989 y 1990, y para golpear a la democracia en plena campaña electoral fueron asesinados Galán y otros dos aspirantes a la presidencia del país; Bernardo Jaramillo de la UP y Carlos Pizarro quien dirigió la desmovilización del M-19 para posteriormente convertirse en partido político. A estos magnicidios se suman otros ataques del cartel de Medellín como el atentado al edificio del DAS y la explosión de un avión de Avianca en 1989 en una lista de diversos actos terroristas y asesinatos selectivos cometidos por un nutrido grupo de miembros del cartel o sus satélites entre los que se cuentan bandas como la de Los Priscos. Así mismo, se presentaron hechos como el falso operativo en el edificio Altos del Portal ese mismo año, que resultó ser un montaje de militares involucrados con los narcotraficantes por encargo de Gonzalo Rodríguez Gacha envuelto en la tercera guerra verde de esmeralderos.

### Colombia entre 1990-2002

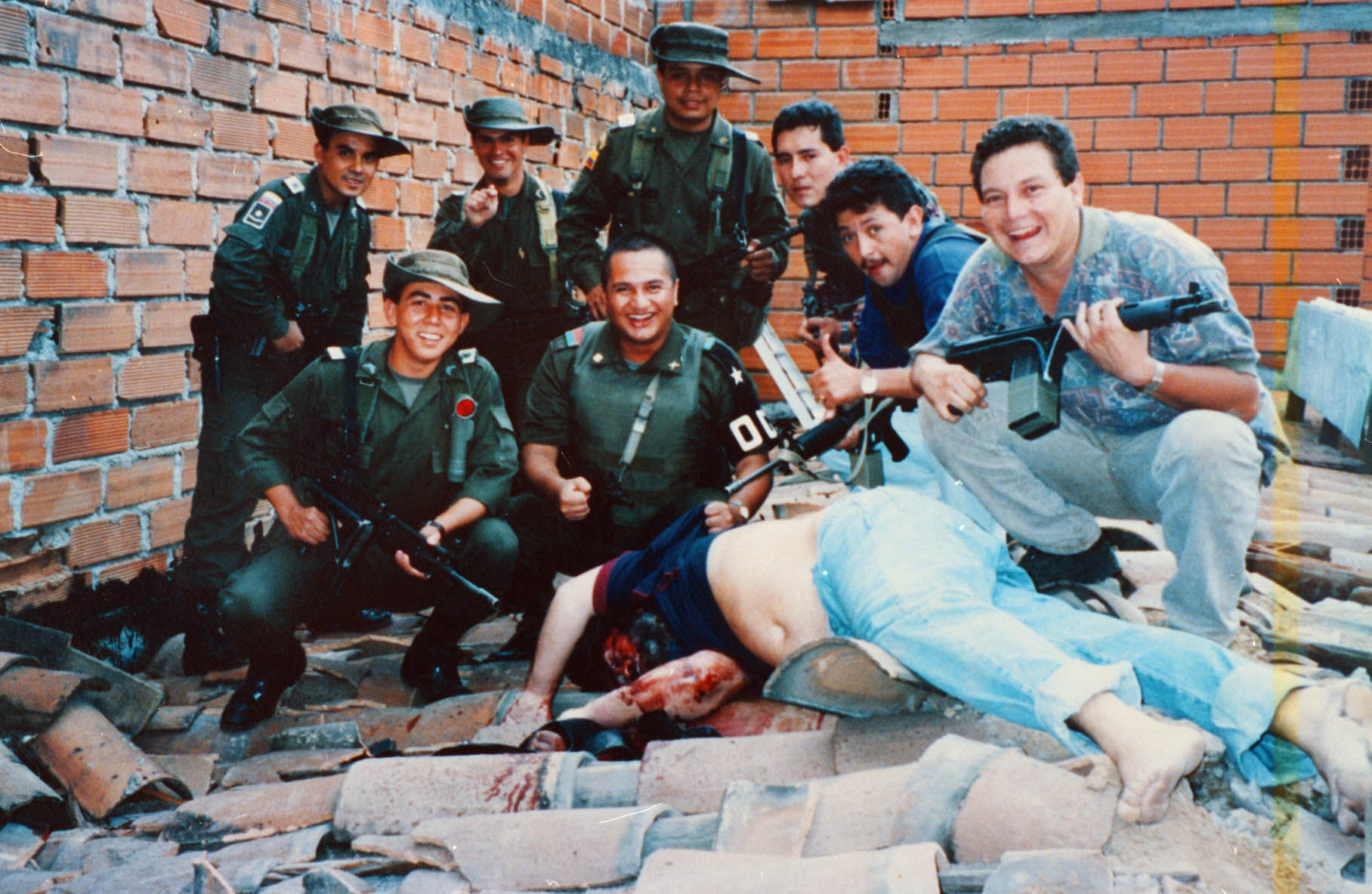
Miembros del Bloque de búsqueda con el cuerpo de Pablo Escobar

César Gaviria, quien había tomado las banderas Luis Carlos Galán, ganó las elecciones presidenciales de Colombia de 1990. Después la Asamblea Constituyente de Colombia de 1991 promulgó la nueva Constitución Nacional que reemplazó a la de 1886. En dicho documento se cambió la figura de Estado unitario por el Estado Social de Derecho, descentralizado, con cierta autonomía de sus entidades territoriales, se conserva el período presidencial por cuatro años, se establece la Fiscalía como órgano acusatorio dentro del poder judicial, se crea la Corte Constitucional de Colombia, independiente de la Corte Suprema de Justicia de Colombia, se instituye la acción de tutela para que los ciudadanos puedan hacer valer sus derechos fundamentales basada en el artículo VIII de la Declaración Universal de Derechos Humanos de 1948, se prohíbe la extradición de colombianos, se prohíbe la reelección presidencial inmediata y se sientan bases políticas que debiliten el bipartidismo conservador-liberal y den una mayor participación democrática a otras opciones.

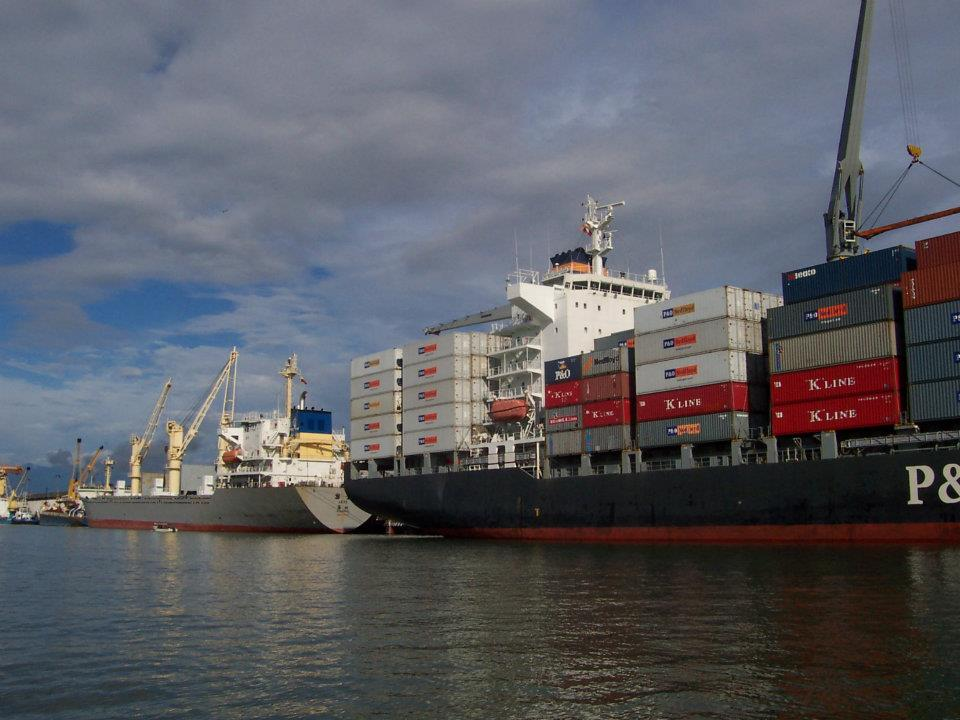
El puerto de Buenaventura es el más importante del país. César Gaviria inició una reforma económica conocida como la Apertura económica bajo principios neoliberales.

Si bien antes y durante el proceso de la Constituyente de 1991 varios grupos guerrilleros se habían desmovilizado, entre ellos el Movimiento 19 de abril (M-19) y el Ejército Popular de Liberación (EPL); otros grupos como las Fuerzas Armadas Revolucionarias de Colombia (FARC-EP) continuaron su lucha insurgente y buscaron como fuente de financiamiento el secuestro extorsivo y el control de las zonas de cultivo de coca. Así mismo, Pablo Escobar fue abatido en 1993, y con él se acaba la etapa en la cual los narcotraficantes declaraban la guerra al estado colombiano.
Como resultado de las elecciones presidenciales de Colombia de 1994 llegó al poder Ernesto Samper, también del Partido Liberal como su antecesor, cuyo gobierno fue salpicado por el escándalo de los “dineros calientes” provenientes del Cartel de Cali en su campaña presidencial. Todo se recopiló en el famoso Proceso 8000 lo que causó la cancelación de la ayuda militar y antinarcóticos por parte de Estados Unidos y quebró la confianza en la economía dando comienzo a la recesión económica en 1996. Entretanto las FARC-EP le propinaran golpes al ejército colombiano, además de realizar nuevas modalidades de secuestro como los de tipo masivo en las carreteras.
A este gobierno le siguió el de Andrés Pastrana quien ganó las elecciones presidenciales de Colombia de 1998. Su gobierno implementó unos Diálogos de paz con las FARC-EP otorgando a esta guerrilla una "Zona de distensión", lo que no impidió que el proceso se rompiera definitivamente en febrero de 2002. Entretanto las FARC-EP se habían fortalecido y el Ejército de Liberación Nacional (ELN) realizaba secuestros masivos. Por otro lado, los grupos de paramilitares, financiados por el narcotráfico, ganaderos, empresarios, y contando con apoyo de la Clase dirigente, se unieron en 1997 en las Autodefensas Unidas de Colombia (AUC). Todos los actores armados han cometido crímenes contra la humanidad.

### Colombia desde 2002

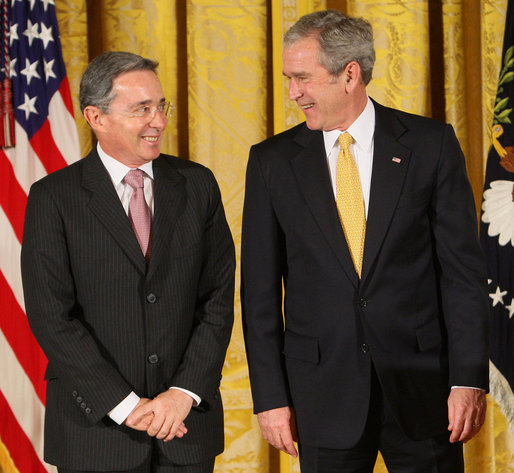
El gobierno de Álvaro Uribe apoyó diplomáticamente la Invasión de Iraq de 2003 impulsada por George W. Bush.

Con el fin del proceso de paz de Pastrana y la subsiguiente elección de Álvaro Uribe como presidente en 2002, el ejército colombiano logró modernizarse y aumentar su pie de fuerza, recibiendo equipo militar por parte de Estados Unidos como componente del Plan Colombia ayudando a impulsar la política de seguridad democrática del nuevo gobierno.
Con el proceso electoral de 2006, Uribe estrenó la figura de la reelección y el partido de izquierda Polo Democrático Alternativo se convirtió en la principal oposición. Si bien los partidos tradicionales siguen siendo fuertes, parecería que el bipartidismo conservador-liberal comienza su declive, no obstante los movimientos que forman la coalición de gobierno están integrados mayoritariamente por políticos provenientes de los dos partidos. El Partido Social de Unidad Nacional (Partido de la U) se convirtió en el bloque con mayor representación legislativa.
Por otro lado Uribe adelantó acuerdos de paz con las AUC que permitieron la reinserción de muchos de sus miembros. En ese contexto se abrió en 2006 un escándalo político que reveló vínculos entre miembros del gobierno y del Congreso con los paramilitares dando paso a un proceso judicial al que se le denominó Parapolítica. Además al final del gobierno de Uribe se hizo público el Escandalo de Falsos positivos correspondiente al asesinato de civiles inocentes, haciéndolos pasar como guerrilleros muertos en combate, teniendo como objetivo presentar resultados por parte de las brigadas de combate entre el 2006 y 2009.
Uribe adelantó también un programa de reformas económicas como la celebración de múltiples tratados de libre comercio y alianzas económicas con países de la Comunidad Europea y América Latina, lo que aceleró el crecimiento económico. En cuanto la "cuestión territorial", en diciembre de 2007 la Corte Internacional de Justicia de La Haya ratificó la validez del Tratado Esguerra-Bárcenas de 1928 en el cual Nicaragua reconoce la soberanía de Colombia sobre el Archipiélago de San Andrés, Providencia y Santa Catalina y que fuera declarado nulo e inválido por el gobierno nicaragüense en 1980.

Las FARC-EP por su parte mantuvieron secuestrados, incluso por más de una década, a varias personas entre policías, soldados, políticos y extranjeros. Un caso de gran repercusión mediática fue el secuestro de Íngrid Betancourt que terminó tras su liberación en la Operación Jaque. Entretanto en marzo de 2008 un contingente de fuerzas armadas y policiales de Colombia llevó a cabo un ataque aéreo en contra de campamento de las FARC-EP ubicado en territorio ecuatoriano. En dicha operación murió el portavoz de dicho grupo guerrillero, Raúl Reyes, otros 17 guerrilleros, 4 mexicanos y un ecuatoriano. Este hecho, en el que se encontraron las "computadores de Raúl Reyes", desencadenó una crisis entre Colombia, Ecuador y Venezuela.

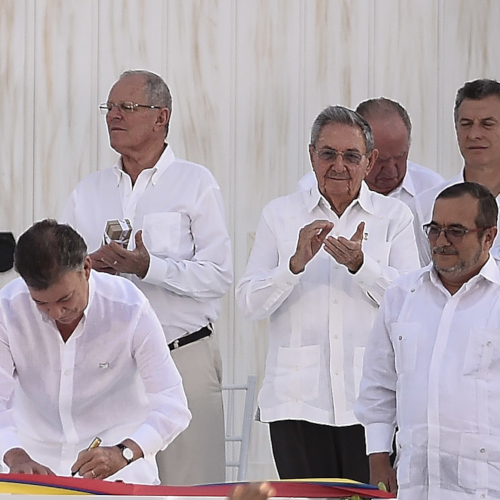
Ceremonia de firma del acuerdo final de paz en 2016. Santos ganó el Premio Nobel, por el Acuerdo de paz entre el gobierno colombiano y las FARC-EP.

En las elecciones presidenciales de Colombia de 2010 resultó elegido Juan Manuel Santos. En noviembre de 2012 la Corte Internacional de Justicia dio a conocer su fallo en el diferendo limítrofe marítimo entre Colombia y Nicaragua, por el cual ratifica la soberanía colombiana sobre todos los cayos e islotes del Archipiélago de San Andrés, Providencia y Santa Catalina, pero reconoce a Nicaragua más de 7 mil millas náuticas al oriente del Meridiano 82, rodeando las islas del archipiélago. El evento produjo un descontento nacional e hizo que Colombia denunciara el Pacto de Bogotá subscrito el 30 de abril de 1948 y en el cual el país reconocía a la Corte Internacional de Justicia como el máximo tribunal para la resolución pacífica de conflictos.
También en 2012 el gobierno y las FARC-EP suscriben un acuerdo en La Habana para la "terminación del conflicto y la reconstrucción de una paz estable y duradera", pero sin incluir un alto el fuego previo. En 2016 se firmó el acuerdo entre el gobierno y las FARC-EP en Cartagena para acabar con el conflicto por medio de amnistías, y el 2 de octubre se realiza un plebiscito preguntando a los votantes si estaba a favor del acuerdo, siendo "Sí", "No", y voto en blanco las únicas opciones. El "No" ganó por poco más de la mitad de los votos.
A pesar de que la figura del expresidente Uribe es altamente controversial, su influencia sigue siendo considerable. Así, antes de las consultas internas se hablaba del futuro candidato del uribismo como “el que diga Uribe”. Después de la votación dentro de su partido, el Centro Democrático, y tras otra consulta de la coalición de la derecha, Iván Duque fue elegido presidente en las elecciones presidenciales de 2018 superando en la segunda vuelta a Gustavo Petro. Afrontó las Protestas en Colombia de 2019-2020, la pandemia del Covid-19 y las protestas en Colombia de 2021. En las elecciones presidenciales de 2022 fue elegido Gustavo Petro.